# النوبة

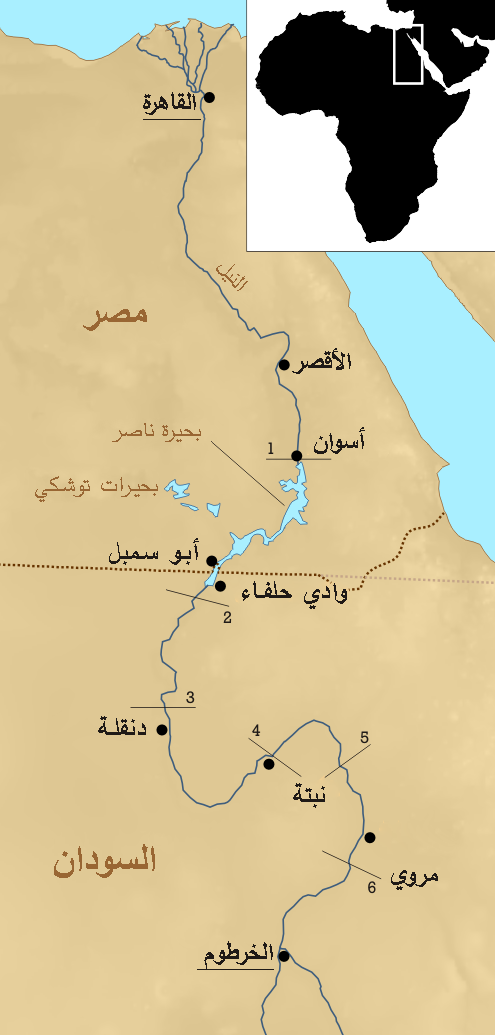
الموقع الحالي بلاد النوبة

بلاد النوبة هي المنطقة التاريخية الممتدة على طول نهر النيل من الشلال الأول جنوب أسوان شمالاً إلى جنوبي التقاء النيلين الأزرق والأبيض جنوباً. كانت بلاد النوبة مقراً لواحدة من أقدم الحضارات في أفريقيا القديمة، وهي حضارة كرمة التي استمرت من حوالي 2500 ق.م حتى غزوها من قبل المملكة المصرية الحديثة تحت حكم تحتمس الأول حوالي 1500 ق.م. حتى تفكك المملكة نحو 1070 ق.م. كانت النوبة موطنًا للعديد من الإمبراطوريات القديمة، منها مملكة كوش، التي غزت مصر سنة 727 ق.م. في عهد بعنخي وحكمت البلاد باعتبارها الأسرة الخامسة والعشرين حتى نحو 656 ق.م.

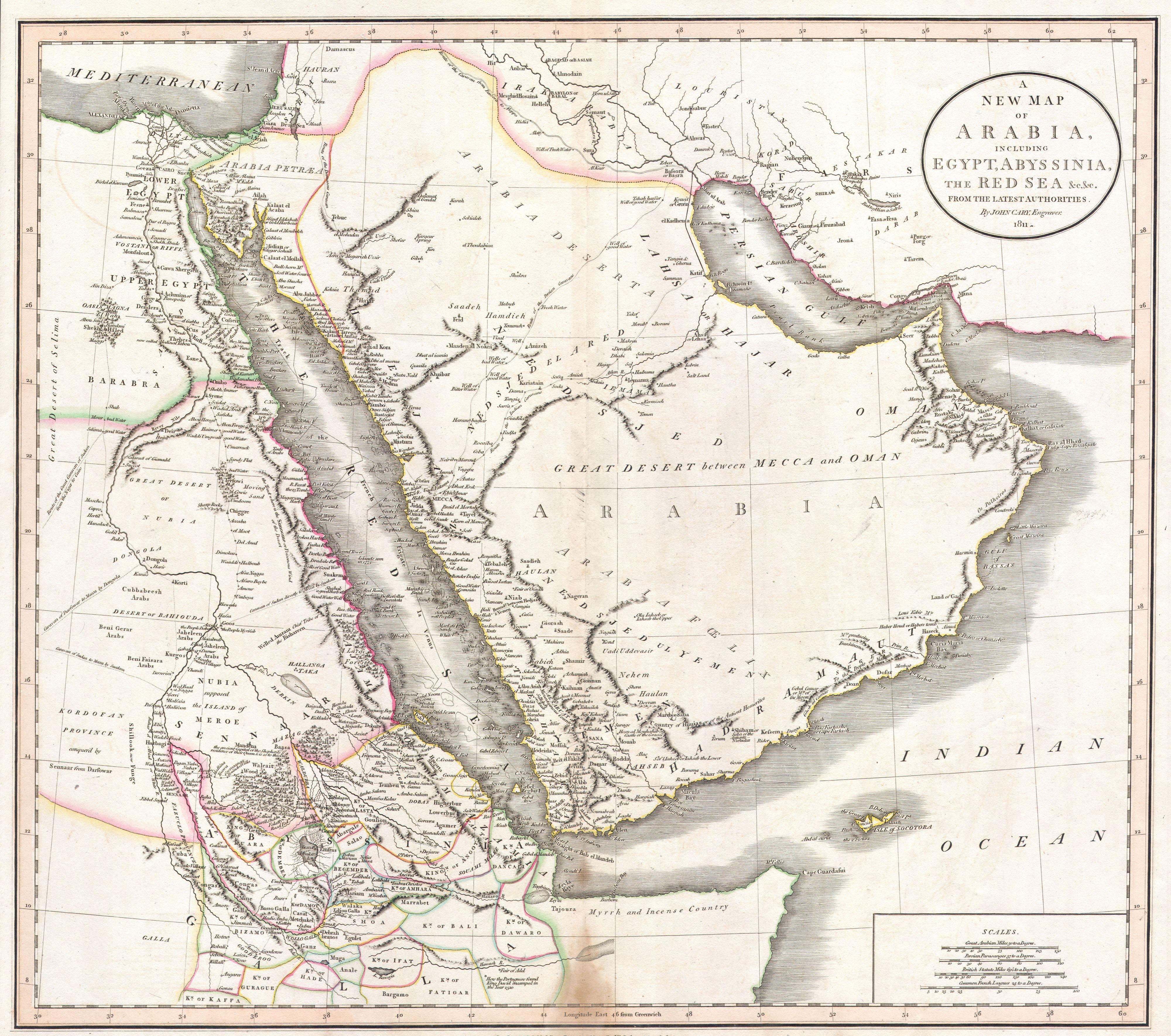
خريطة قديمة تظهر حدود بلاد النوبة

وقد غزا الأحباش مروي على يد الملك عيزانا حاكم مملكة أكسوم مما عجّل بسقوط مملكة كوش بعد أن عاشت لأكثر من ألف عام، وشهدت النوبة بعد ذلك صعود ثلاث ممالك مسيحية، نوباتيا، المقرة وعلوة. بعد سقوط الممالك النوبية الثلاث انقسمت النوبة إلى النصف الشمالي الذي غزاه العثمانيون والنصف الجنوبي لسلطنة سنار في القرن السادس عشر، توحدت النوبة مرة أخرى على يد محمد علي باشا مع إيالة مصر في القرن التاسع عشر. واليوم تنقسم منطقة النوبة الحديثة بين مصر والسودان. يسمى العلم الأثري الذي يدرس النوبة القديمة علم النوبيات.

## الاسم
يعتقد أن اسم النوبة مشتق الكلمة المصرية القديمة "نوب"، والتي تعني "الذهب" حيث أن الذهب المستخدم في مصر القديمة كان يأتي بشكل كبير من تلك المنطقة. 

## جغرافيا
كانت النوبة تنقسم إلى منطقتين رئيسيتين: النوبة العليا والنوبة السفلى، وتم تسميتها بذلك بسبب موقعها في وادي نهر النيل، وتقع النوبة السفلى (والتي كانت تسمى بالواوات) بين الشلال الأول والثاني، وتشمل هذه المنطقة جنوب مصر وشمال السودان الحديث، في حين تقع النوبة العليا (والتي سميت بكوش في عهد الأسرة المصرية الثانية عشر وأسماها اليونانيون إثيوبيا) بين الشلال الثاني والشلال السادس لنهر النيل، أي في شمال ووسط السودان الحديث. واليوم اقتصر لفظ النوبة على منطقة أصغر، تقع جنوب مصر وشمال السودان.

## التاريخ

### ما قبل التاريخ

#### المجموعة (أ) 3500–2700ق.م

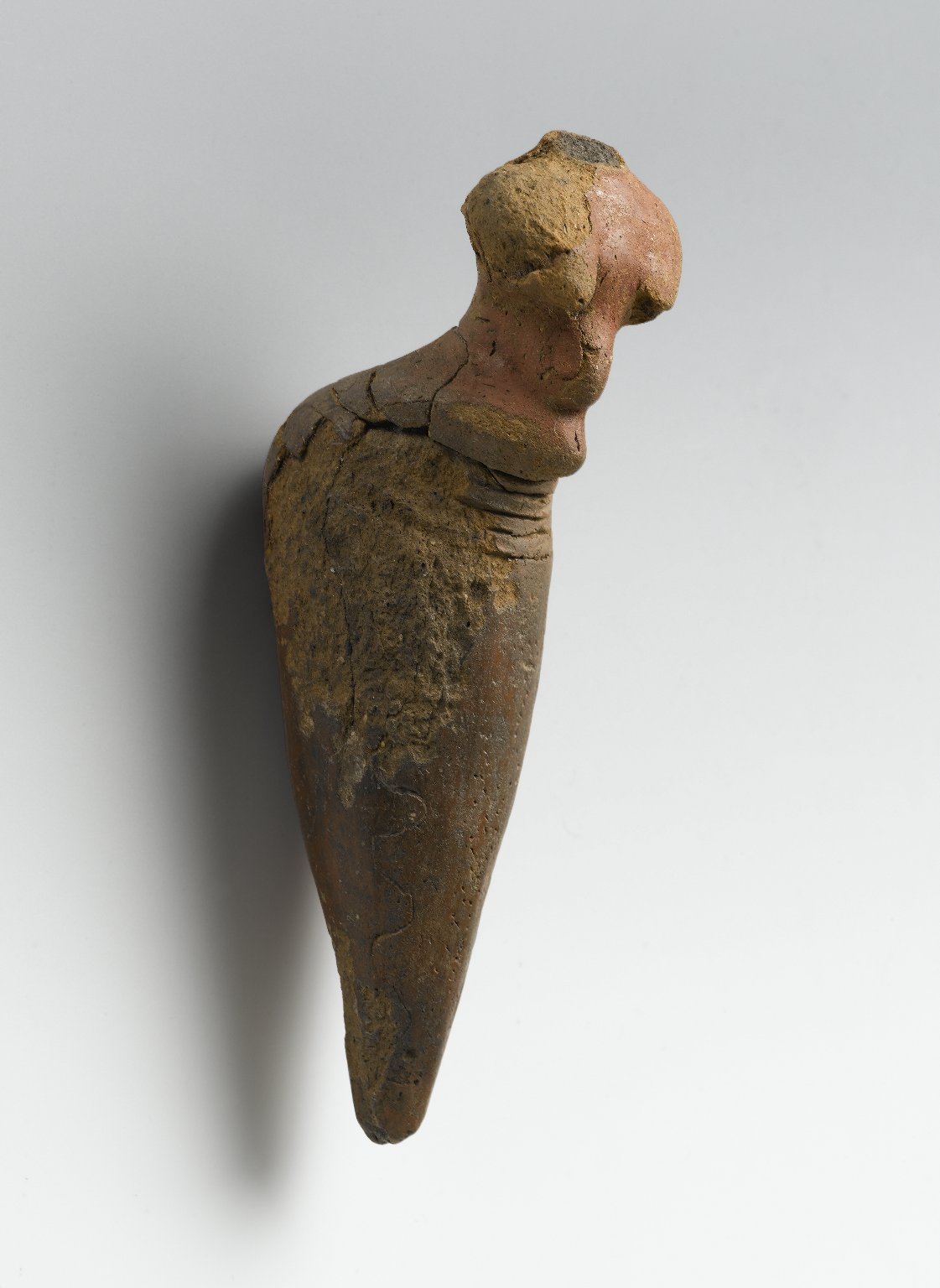
تمثال نوبي من الفخار لإمرأة، 3500-3100 ق.م

نشأت المستوطنات المبكرة في النوبة العليا والسفلى، وأشار المصريون إلى النوبة ب«تا-سيتي»، أو «أرض القوس» حيث كان معروفا عن النوبيين أنهم رماة ماهرون. وعادة ما يشير العلماء الحديثون إلى الناس من هذه المنطقة ب«المجموعة (أ)».
شارك أفراد المجموعة (أ) في التجارة مع المصريين، وتوجد دلائل أثرية على وجود كميات كبيرة من السلع المصرية المودعة في قبور أفراد المجموعة (أ)، وتتألف الواردات من أجسام ذهبية، وأدوات نحاسية وتمائم من القشور والخرز، وأختام، وألواح حجرية ومجموعة متنوعة من الأواني. كما قام باحثون بعمليات تنقيب في قسطل، في الفترة 1960-64، ووجدوا قطعاً أثرية تضمنت صورًا مرتبطة بالفراعنة المصريين. من هذا خلص ويليامز إلى أن "مصر وحضارة المجموعة أ في النوبة تشاركتا نفس الثقافة"، وأن قسطل "ربما كانت مقراً للأسرة المؤسسة في مصر". كتب ديفيد أوكونور أن موقد البخور في قسطل يقدم دليلاً على أن الثقافة النوبية من المجموعة أ في قسطل كانت بمثابة "التغيير المحوري" من فن ما قبل الأسرات إلى "الفن الأثري المصري". ومع ذلك، "لا يتفق معظم العلماء مع هذه الفرضية"، حيث تشير الاكتشافات الحديثة في مصر إلى أن هذه الأيقونات نشأت في مصر وليس في النوبة، وأن حكام قسطل تبنوا وقلدوا رموز المصريين القدماء. وتوصلت دراسات حديثة إلى أن أنماط الفخار المتميزة وممارسات الدفن المختلفة ومحتويات القبور المختلفة وتوزيع المواقع كلها تشير إلى أن حضارة نقادة بصعيد مصر وأفراد المجموعة النوبية كانوا من ثقافات مختلفة. كما صرحت كاثرين بارد بأن "المدافن الثقافية في نقادة تحتوي على عدد قليل جداً من السلع الحرفية النوبية، مما يشير إلى أنه في حين تم تصدير البضائع المصرية إلى النوبة ودفنها في قبور المجموعة الأولى، إلا أنه لم يكن هناك اهتمام بسلع النوبيين بالشمال.
انتهت حضارة المجموعة الأولى حوالي 3100 قبل الميلاد، عندما تم تدميرها، على ما يبدو من قبل حكام الأسرة الأولى في مصر.

#### المجموعة (ب) 2700–2300ق.م
بدأت المجموعة (أ) في التدهور في أوائل القرن الثامن والعشرين ق.م، وقد هبطت مجموعة إلى المنطقة فوجدت حضارة المجموعة (أ) في حالة من الضعف والانهيار، مما جعل المجموعة الجديدة (ب) تسيطر على المنطقة، لكن العديد من العلماء أثبتوا أن المجموعة (ب) ماهم إلا أحفاد المجموعة (أ) عادوا في وقت لاحق إلى النوبة، أو جزءا وسيطا بين المجموعتين (أ) و (ج).

#### المجموعة (ج) 2300–1600ق.م
قاد الملك سنفرو (حوالي 2575 قبل الميلاد) غارة على النوبة وأنشأ موقعًا مصريًا في بوهين. خلال فترة الأسرة السادسة، بدأ حكام أسوان المصريون حملات تجارية بعيدة المدى، مقترنة أحيانًا بالغارات العسكرية. سكن سكان جدد (يطلق عليهم المجموعة ج من قبل علماء الآثار) الواوات، بينما احتلت مجموعة معروفة في الوقت الحاضر باسم حضارة كرمة منطقة كوش. بعد غزو المنطقة في عهد المملكة المصرية الحديثة، تم تمصير سكان المجموعة ج في النوبة السفلى حتى اختفت ثقافتهم السابقة.

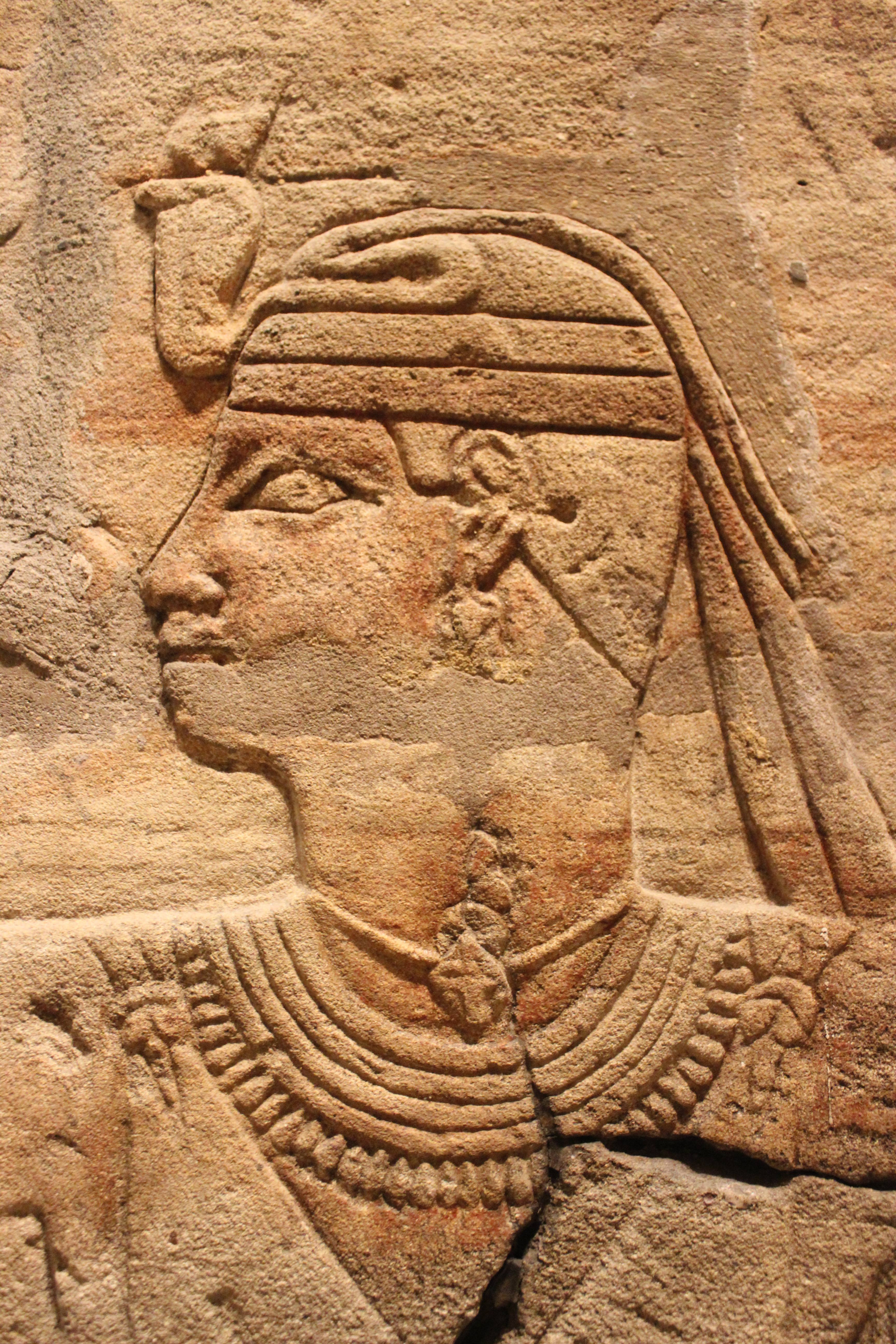
الفرعون طهارقة من الأسرة الخامسة والعشرين في مصر القديم.

### حضارة كرمة
قامت حضارة كرمة قبل نحو 2500 عام قبل الميلاد في مدينة كرمة، وتعتبر واحدة من أقدم المراكز الحضارية في وادي النيل، وقد تحدث سكانها بلغة كوشية. ومن المرجح أن سكان منطقة حضارة كرمة هم الأصل الذي يرجع إليه الكوشيون. بحلول عام 1750 قبل الميلاد كان ملوك كرمة أقوياء كفاية لإنشاء جدران هائلة وهياكل ضخمة من الطوب اللبن، كما كانت لديهم مقابر غنية بالممتلكات التي باعتقادهم ستذهب معهم إلى الآخرة.
ازدهرت المملكة من حوالي 2500 قبل الميلاد إلى 1500 قبل الميلاد في النوبة القديمة. تركزت حضارة كرمة في الجزء الجنوبي من النوبة، أو «النوبة العليا» (في أجزاء من شمال ووسط السودان الحالي)، ووسعت لاحقًا نفوذها شمالًا إلى النوبة السفلى وحدود مصر. يبدو أن المملكة كانت واحدة من عدة دول في وادي النيل خلال عصر المملكة الوسطى المصرية. في المرحلة الأخيرة لمملكة كرمة، التي استمرت من حوالي 1700-1500 قبل الميلاد، استوعبت مملكة صاي وشملت المناطق ما بين الشلالين الأول والرابع، مما جعل مساحة سيطرتها تقارب جارتها الشمالية مصر.
عندما تم إحياء السلطة المصرية تحت حكم المملكة المصرية الحديثة (1532-1070 ق.م)، بدأ المصريون بالتوسع جنوبا فدمروا مملكة كرمة، ووسعوا إمبراطوريتهم إلى الشلال الرابع، وبحلول نهاية عهد تحتمس الأول (1520 ق.م) تم ضم كل النوبة السفلى، كما بنى المصريون مركزا إداريا جديدا في نبتة.

آثار حضارة كرمة
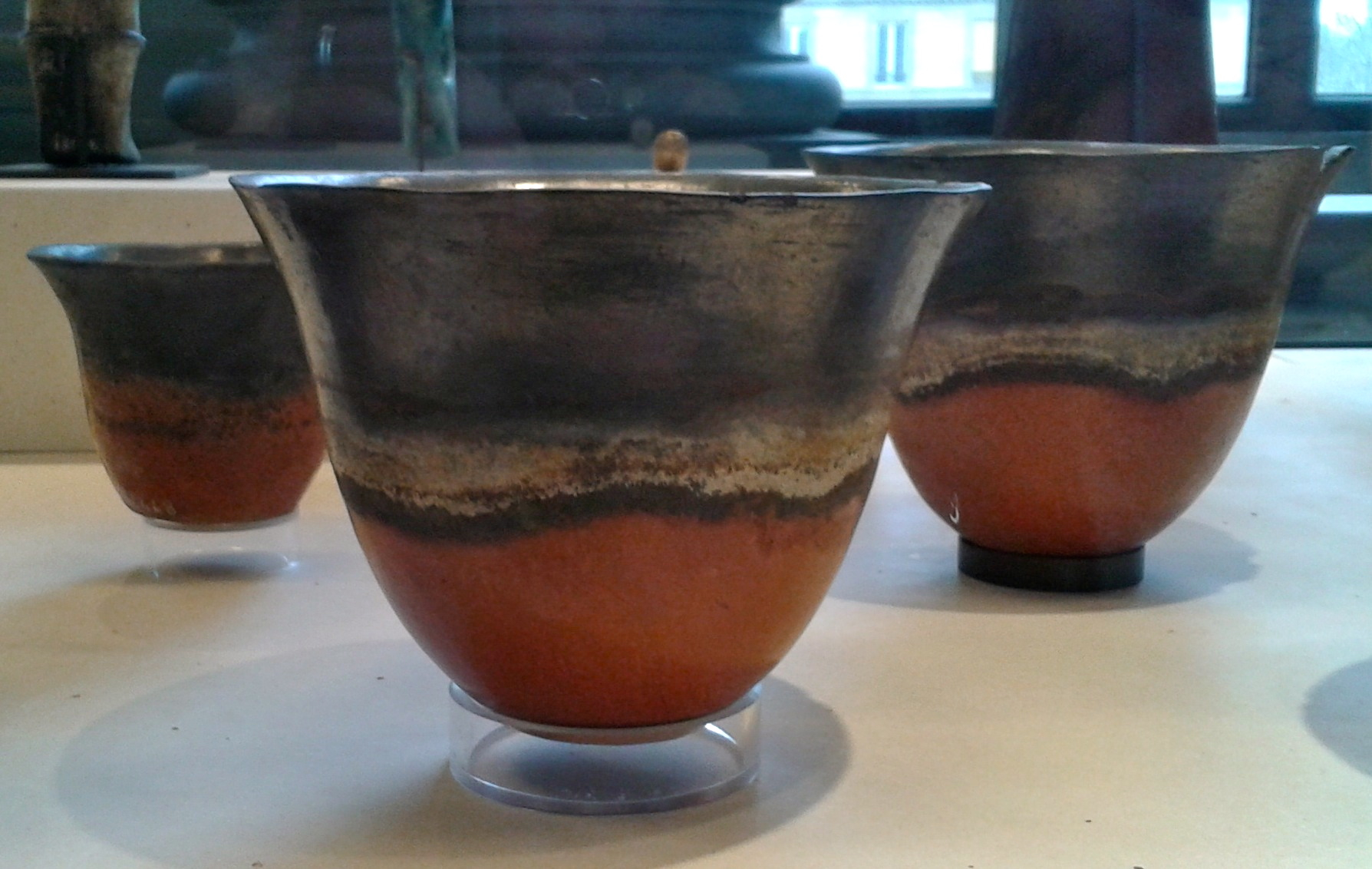
أواني من جزيرة صاي، ثقافة كرمة، معروضة في متحف اللوفر.
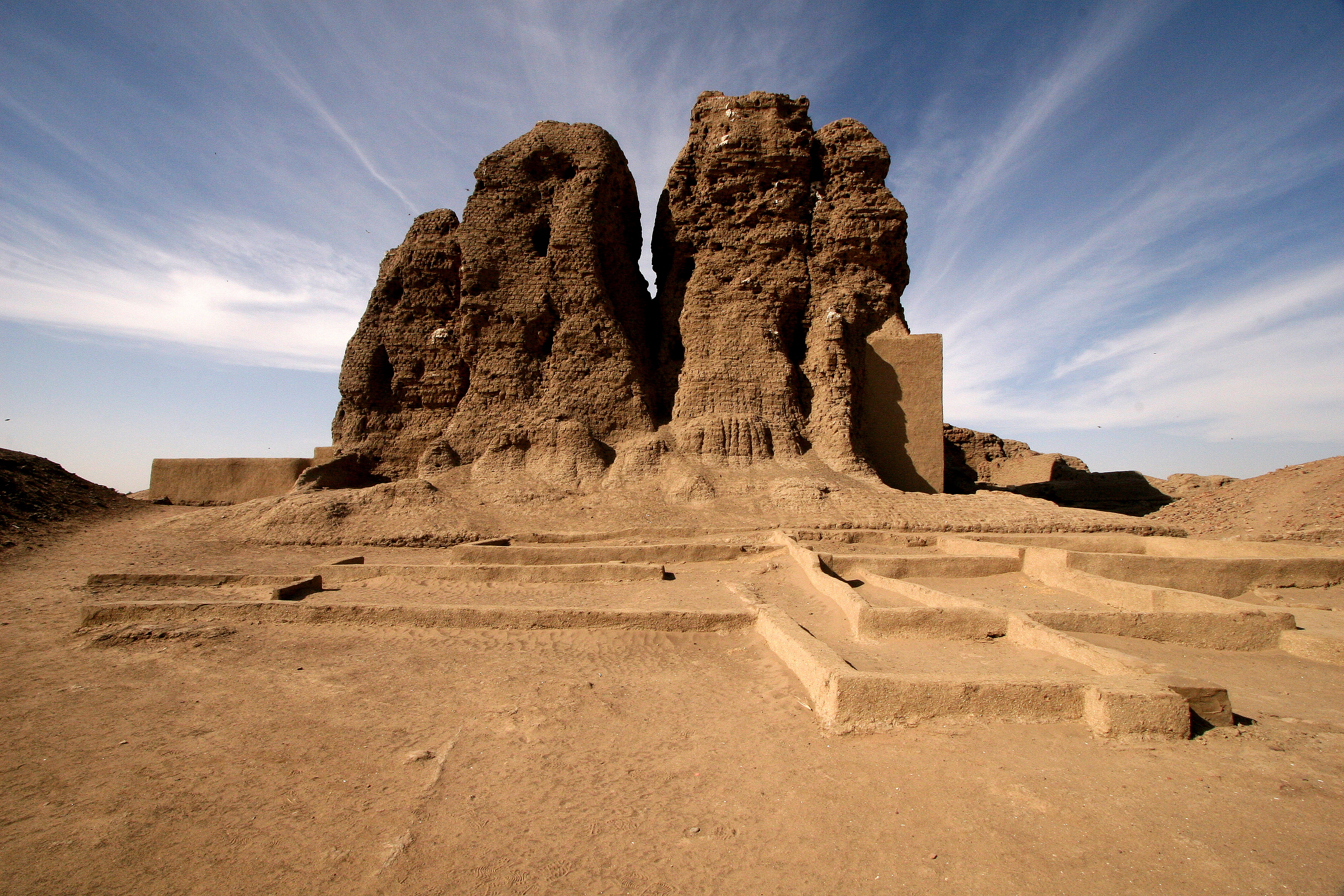
الدفوفة الغربية
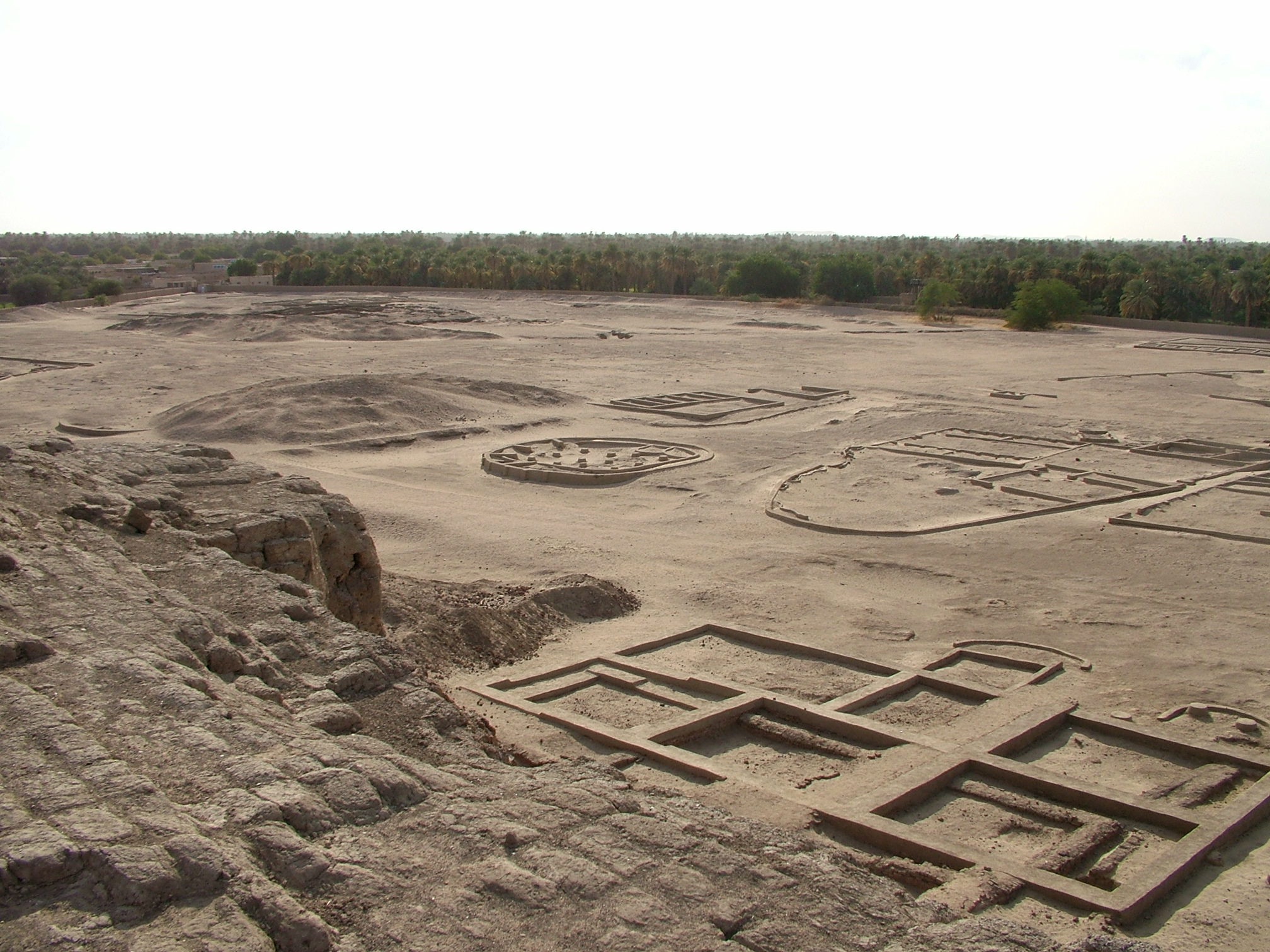
أطلال مدينة كرمة القديمة
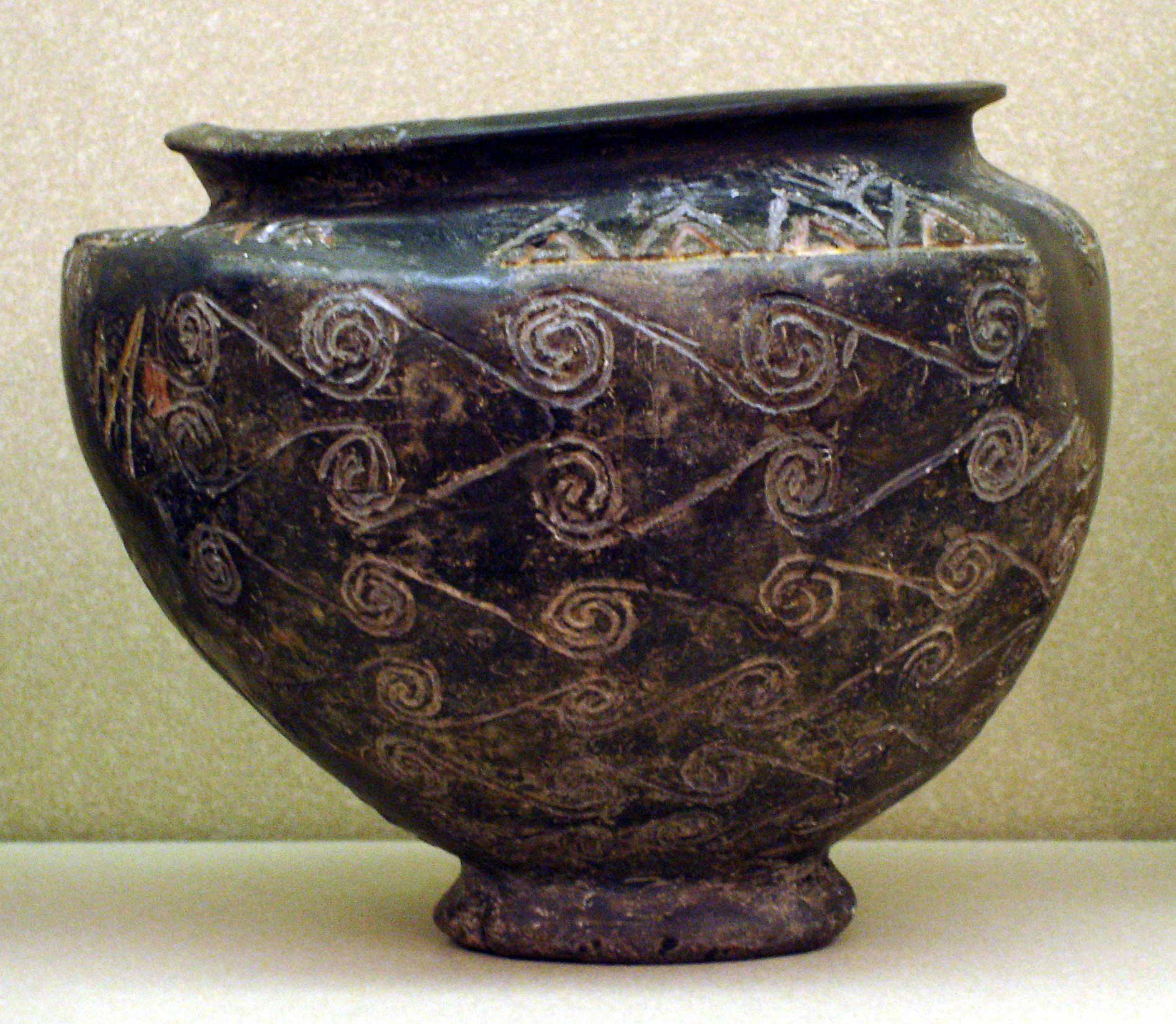
وعاء من كرمة القديمة محفوظ في متحف الفنون الجميلة، بوسطن.
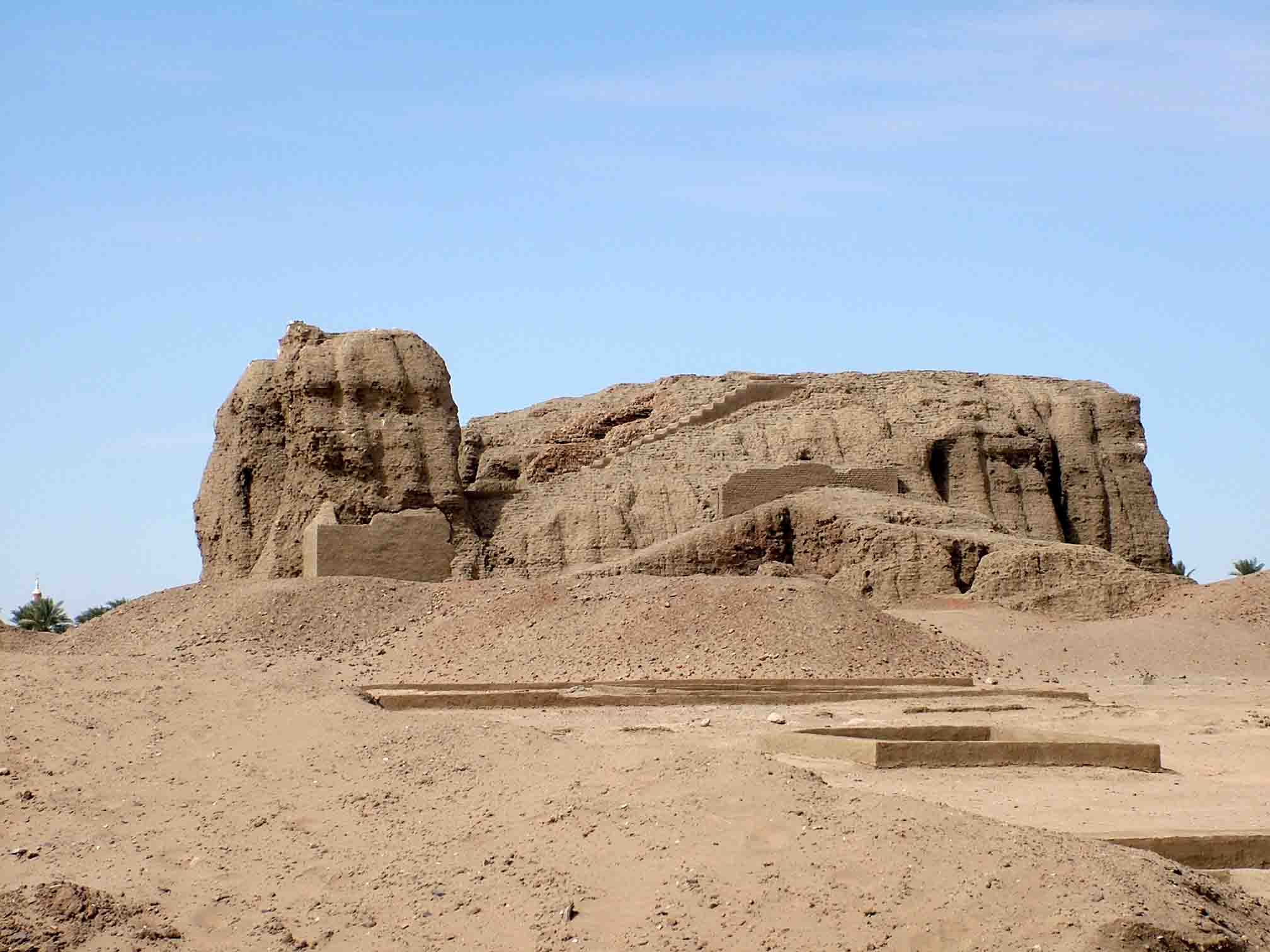
الدفوفة الغربية

### مملكة كوش

#### الفترة النبتية

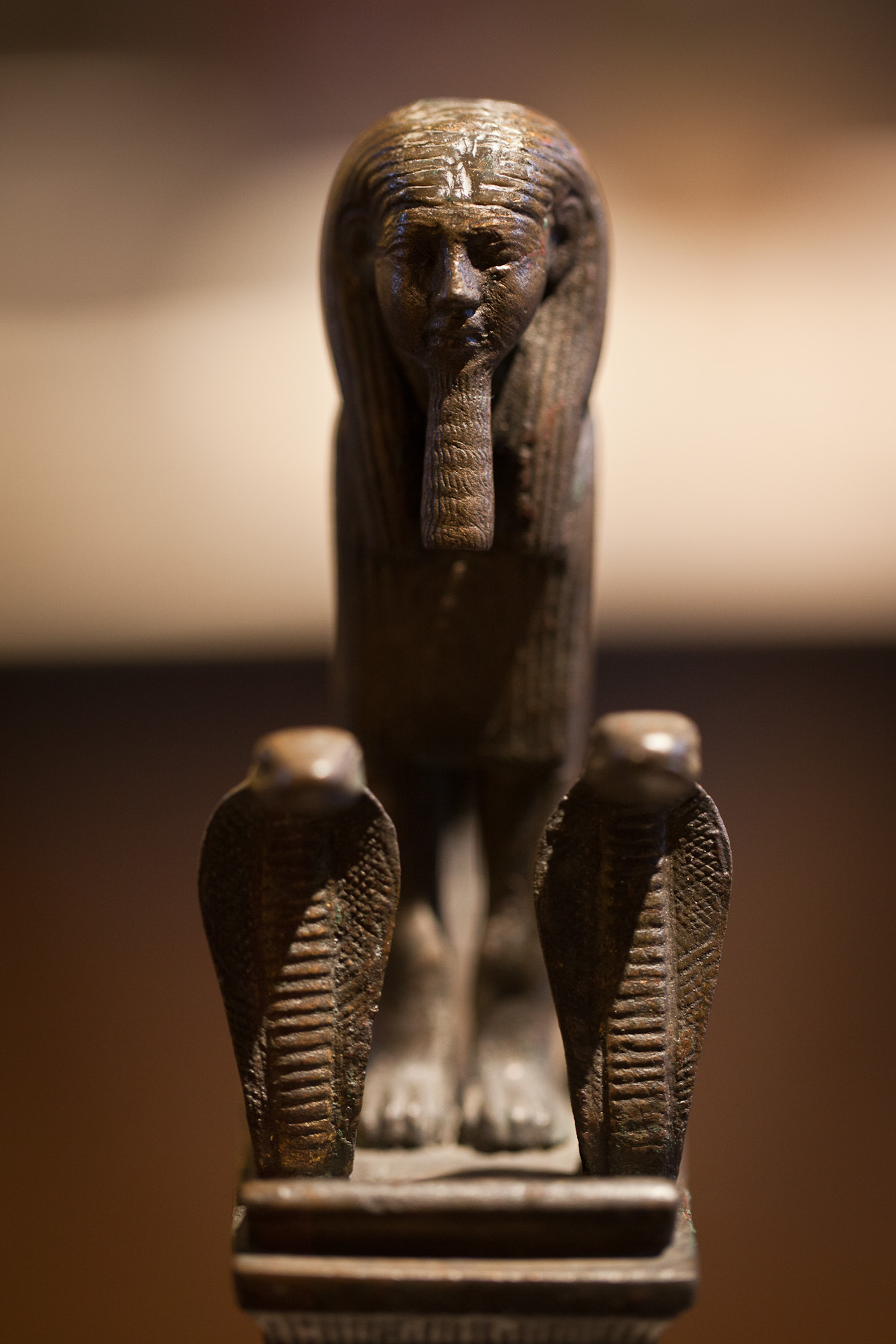
تمثال الملك طهارقة، الأسرة الخامسة والعشرين.

بعد تفكك المملكة المصرية الحديثة استقل الكوشيون وأسسوا مملكتهم التي تمركزت في نبتة خلال مرحلتها المبكرة. وقد قام الكوشيون خلال تلك الفترة بغزو مصر تحت قيادة الفرعون بعنخي، وسيطروا على مصر في القرن الثامن ق.م، وقد حكموا مصر باعتبارهم الأسرة الخامسة والعشرين.
قام الكوشيون بحكم مصر لمدة تقرب من مائة عام، ومن أشهر ملوك تلك الحقبة الفرعون النوبي طهارقة، وهو الخليفة الثالث لبعنخي، تم تتويجه في ممفيس بمصر وذلك عام 690 ق.م. حكم طهارقة النوبة ومصر معا، وقام بترميم المعابد المصرية في الكرنك، كما قام ببناء العديد من المعابد والأهرامات الجديدة في النوبة، وذلك قبل أن يتراجع من مصر إلى النوبة بسبب ضغط الآشوريين.

#### النوبة في مصر
أصبح قشطة بسلام ملكًا لمصر العليا والسفلى مع ابنته أمنديريس بصفته أدوراتريس الإلهية لآمون في طيبة.  انسحب حكام الأسرة الثالثة والعشرون من طيبة إلى هيراكليوبوليس، مما تجنب الصراع مع حكام طيبة الكوش الجدد. في عهد قشطة، أصبحت النخبة الكوشية والفئات المهنية ممصرية بشكل كبير.
كانت مدينة نبتة العاصمة الروحية لكوش ومن هناك غزا بيي (الذي تهجى بيانخي أو بيانخي في الأعمال القديمة) مصر وسيطر عليها.  قاد بيي بنفسه الهجوم على مصر وسجل انتصاره في لوحة طويلة مملوءة بالهيروغليفية تسمى «شاهدة النصر».  نجاح بيي في تحقيق الملكية المزدوجة بعد أجيال من التخطيط الكوشيين نتج عن «الطموح الكوشي، والمهارة السياسية، وقرار طيبة لإعادة توحيد مصر بهذه الطريقة بالذات»، وليس إرهاق مصر التام، «كما هو مقترح كثيرًا في الدراسات المصرية». بسبب عفا عليها الزمن، استخدم باي في الغالب اللقب الملكي لتحتمس الثالث، لكنه غير اسم حورس من «ظهور الثور القوي (المتوج) في طيبة» إلى «ظهور الثور القوي في نبتة» ليعلن أن الكوشيين قد عكسوا تاريخهم وانتصروا على تاريخهم السابق. طيبة الفاتحون المصريون.  كما أحيا إحدى أعظم سمات المملكتين القديمة والوسطى: بناء الهرم. كبناء نشيط، قام ببناء أقدم هرم معروف في موقع الدفن الملكي في الكرو.
ووفقًا للتسلسل الزمني المنقح، فإن شبيتكو «أحضر وادي النيل بأكمله حتى الدلتا تحت إمبراطورية كوش و» اشتهر «بأنه قد تم حرق بوكوريس، سلالة سايس، حتى الموت».  «نقلت الشبكة العاصمة إلى ممفيس».  توج خليفة شبيتكو، طاهرقا، في ممفيس عام 690 قبل الميلاد  وحكم مصر العليا والسفلى كفرعون من تانيس في الدلتا. تشير الحفريات في الكرو ودراسات الهياكل العظمية للخيول إلى أن أجود الخيول المستخدمة في الحرب الكوشية والآشورية تم تربيتها وتصديرها من النوبة. كانت الخيول والمركبات الحربية هي المفتاح لآلة الحرب الكوشية.
كان عهد طهارقة فترة مزدهرة في الإمبراطورية مع فيضان كبير لنهر النيل ووفرة المحاصيل والنبيذ.  تشير نقوش طهارقة إلى أنه أعطى كميات كبيرة من الذهب لمعبد آمون في الكوة.  قام جيشه بحملات عسكرية ناجحة، كما تشهد بذلك «قائمة الإمارات الآسيوية التي تم فتحها» من معبد موت في الكرنك و «الشعوب والدول المحتلة (الليبيون، بدو شاسو، الفينيقيون؟ ، خور في فلسطين)» من معبد سنام النقوش.  يذكر لازلو تورك أن النجاح العسكري كان بسبب جهود تهارقا لتقوية الجيش من خلال التدريب اليومي على الجري لمسافات طويلة وانشغال آشور ببابل وعيلام. كما أقام طهارقة مستوطنات عسكرية في حصن السمنة وبوهن والموقع المحصن لقصر إبريم.
جعلت الطموحات الإمبراطورية للإمبراطورية الآشورية القائمة على بلاد ما بين النهرين الحرب مع الأسرة الخامسة والعشرين أمرًا لا مفر منه. تآمر تهارقا مع ممالك بلاد الشام ضد آشور:  في 701 قبل الميلاد، ساعد تهارقا وجيشه يهوذا والملك حزقيا في مقاومة حصار ملك الآشوريين سنحاريب (2 ملوك 19: 9 ؛ إشعياء 37: 9).  هناك نظريات مختلفة (جيش تهارقا،  المرض، التدخل الإلهي، استسلام حزقيا، نظرية الفئران لهيرودوت) حول سبب فشل الآشوريين في الاستيلاء على القدس والانسحاب إلى أشور.  أن يهوذا اضطرت إلى دفع الجزية بعد الحصار وأصبح سنحاريب حاكمًا للمنطقة . غزو خور (كما فعل الآشوريون قبل 701 وبعد موت سنحاريب).  في عام 681 قبل الميلاد، قُتل سنحاريب على يد أبنائه في بابل .
في عام 679 قبل الميلاد، قام خليفة سنحاريب، الملك أسرحدون، بحملة في خور، ودمر صيدا، وأجبر مدينة صور على دفع الجزية في 677-676 قبل الميلاد. غزا أسرحدون مصر عام 674 قبل الميلاد، ولكن وفقًا للسجلات البابلية، هزم طهاركا وجيشه الآشوريين.  في عام 672 قبل الميلاد، أحضر طهارقه قوات احتياط من كوش، كما هو مذكور في النقوش الصخرية.  لا يزال نفوذ مصر طهارقة في خور خلال هذه الفترة حيث وضع الملك بعلو في صور "ثقته على صديقه طهارقة". دليل آخر هو تحالف عسقلان مع مصر ونقش اسرحدون الذي يسأل "ما إذا كانت القوات الكوشية المصرية تخطط وتسعى جاهدة لشن الحرب بأي شكل من الأشكال" وإذا كانت القوات المصرية ستهزم أسرحدون في عسقلان ". ومع ذلك، هُزم طهارقة في مصر عام 671 قبل الميلاد عندما غزا أسرحدون شمال مصر، واستولى على ممفيس، وفرض الجزية قبل الانسحاب.  هرب فرعون طهارقا إلى الجنوب، لكن أسرحدون أسر عائلة فرعون، بما في ذلك "الأمير نس أنحورت وزوجات الملكات"،  وأرسلهم إلى آشور. في عام 669 قبل الميلاد، أعاد طهارقة احتلال ممفيس والدلتا، واستأنف المكائد مع ملك صور.  قاد أسرحدون جيشه إلى مصر مرة أخرى، وبعد وفاته عام 668 قبل الميلاد، انتقلت القيادة إلى آشور بانيبال . هزم آشور بانيبال والآشوريون تهارقة مرة أخرى وتقدموا جنوبا حتى طيبة، لكن لم يتم تأسيس السيطرة الآشورية المباشرة. توقف التمرد وعين أشور بانيبال نخو الأول، الذي كان ملكًا لمدينة سايس، حاكمًا تابعًا له في مصر. تلقى ابن نخو، بسمتيك الأول، تعليمه في العاصمة الآشورية نينوى في عهد أسرحدون. [ بحاجة لمصدر ] في أواخر عام 665 قبل الميلاد، كان الحكام التابعون لسيس ومنديس وبلوسيوم لا يزالون يقدمون مبادرات  لتهاركا في كوش.  تم الكشف عن مؤامرة التابعين من قبل آشور بانيبال وتم إعدام جميع المتمردين باستثناء Necho of Sais.
أبحر خليفة طهارقة، الطنطاماني، شمالًا من نبتة بجيش كبير إلى طيبة، حيث «تم تنصيبه طقوسًا ملكًا لمصر».  من طيبة، بدأ طنتماني استعادته واستعاد السيطرة على مصر حتى شمال ممفيس.  تذكر لوحة أحلام تانتاماني أنه أعاد النظام من الفوضى، حيث لم يتم الحفاظ على المعابد والعبادات الملكية.  بعد احتلال سايس وقتل تابع آشور، نخو الأول، في ممفيس، «استسلمت بعض السلالات المحلية رسميًا، بينما انسحب الآخرون إلى قلاعهم».
كان للكوشيين نفوذ على جيرانهم الشماليين لما يقرب من 100 عام حتى تم صدهم من قبل الغزاة الآشوريين. قام الآشوريون بتثبيت الأسرة السادسة والعشرين لمصر تحت قيادة بسمتيك الأول وأجبروا الكوشيين بشكل دائم على الخروج من مصر حوالي 590 قبل الميلاد.  أسس ورثة الإمبراطورية الكوشية عاصمتهم الجديدة في نبتة، والتي نهبها المصريون أيضًا في 592 قبل الميلاد. عاشت مملكة كوش لمدة 900 عام أخرى بعد دفعها جنوبا إلى مروي . نمت ثقافة النوبة التي تم تمصيرها بشكل متزايد إلى إفريقيا بعد سقوط الأسرة الخامسة والعشرين إلى أن انضمت الملكة أمانيشاخيتي في عام 45 قبل الميلاد. [أوقفت مؤقتًافقدان الثقافة المصرية، لكنها استمرت بعد ذلك دون رادع.

#### الفترة المروية
في 591 قبل الميلاد، حاول الملك الكوشي أسبالتا غزو مصر التي أصبحت تحت حكم الأسرة السادسة والعشرين إلا أنه هزم، وتبع ذلك تعرض مملكة كوش لغزو أطلقه الفرعون بسماتيك الثاني. مما أدى لنهب مدينة نبتة؛ وذلك ما دفع الملك أسبالتا لتغيير عاصمته إلي مدينة مروي الأكثر أمناً، والمتمتعة بموقع استراتيجي وموارد طبيعية كبيرة. وفي حوالي 300 قبل الميلاد، أصبح الانتقال إلى مروي أكثر اكتمالًا عندما بدأ دفن الملوك هناك، بدلاً من نبتة.
احتفظ الناس هناك بالعادات والتقاليد الفرعونية، ولكنهم كانوا فريدين من عدة نواحي. قاموا بتطوير شكلهم الخاص من الكتابة، حيث أنهم كانوا يستخدمون الأبجدية الهيروغليفية، واستبدلوها بنص أبجدي يتكون من 23 علامة. ومنذ عهد الملك أركماني أصبح الملوك يدفنون في مروي.
قام الرومان باحتلال مصر عام 31 ق.م، وخلال تلك الفترة قامت العديد من المعارك بين الكوشيين والرومان، وقد اشتبكت القوات الرومانية مع جيوش الكوشيين بالقرب من طيبة، وفي تلك الفترة برزت الكنداكة أماني ريناس ملكة مروي التي قادت الجيوش النوبية وهاجمت أسوان وهزمت الجيوش الرومانية في أسوان وفيلة، وقامت بأخذ العديد من الأسرى من الرومان، وقامت بأخذ العديد من تماثيل الإمبراطور أغسطس، وقد وضعت التمثال البرونزي للإمبراطور أغسطس تحت مدخل قصرها حتى يدوس عليه كل من دخل وخرج من القصر.
بعد هذا النصر الأولي قام الإمبراطور أغسطس بإرسال جيش إلى النوبة بقيادة بترونيوس الذي يشغل منصب الحاكم الروماني في مصر آنذاك، فضغطوا على الجيش الكوشي في أسوان فتراجعوا إلى المحرقة والدكة، وقد طاردتهم الجيوش الرومانية حتى تراجعوا إلى قصر إبريم، وقد هزمت الجيوش الرومانية أماني ريناس. أمر بترونيوس بإقامة حامية رومانية في قصر إبريم واعتبر ذلك نهاية الحدود الرومانية مع النوبة، وقد تقدمت الجيوش الرومانية جنوبا حتى وصلت إلى نبتة وهاجمتها. لاحقا تم توقيع معاهدة سلام بين الكوشيين والرومان بشروط ملائمة. وقد زادت ونمت بعدها التجارة بين البلدين، واستمرت بعدها العلاقة سلمية بين البلدين.
وبحلول القرن الأول أو الثاني الميلادي بدأت المملكة تضعف تدريجيا حتى سقطت نهائيا على يد الملك المسيحي عيزانا ملك مملكة أكسوم (الحبشة).

#### الفترة الأخمينية
احتل الأخمينيون مملكة كوشان ، ربما من وقت قمبيز (حوالي  530 قبل الميلاد)، وعلى الأرجح من زمن داريوس الأول (550-486 قبل الميلاد)، الذي ذكر غزو كوش (كوشيا) في نقوشه.
ذكر هيرودوت غزو كوش من قبل الحاكم الأخميني قمبيز (حوالي  530 قبل الميلاد)، ومع ذلك ، ذكر هيرودوت أن «رحلته فشلت فشلاً ذريعاً في الصحراء».  يقول ديريك ويلسبي «شكك العلماء في أن هذه الحملة الفارسية حدثت على الإطلاق ، لكن ... تشير الأدلة الأثرية إلى أن قلعة دورجينارتي بالقرب من الشلال الثاني كانت بمثابة الحدود الجنوبية لبلاد فارس.»

#### العصر البطلمي
غزت مملكة بطليموس اليونانية تحت حكم بطليموس الثاني فيلادلفوس النوبة في 275 قبل الميلاد وضمت الإثني عشر ميلاً الشمالية من هذه المنطقة ، والتي عُرفت فيما بعد باسم Dodekaschoinos (`` أرض اثني عشر ميلاً '').  طوال فترة 160 و 150 قبل الميلاد ، أعاد بطليموس السادس أيضًا تأكيد سيطرة البطالمة على الجزء الشمالي من النوبة.
لا يوجد سجل للصراع بين الكوشيين والبطالمة. ومع ذلك ، كان هناك تمرد خطير في نهاية عهد بطليموس الرابع ، ومن المحتمل أن الكوشيين حاولوا التدخل في شؤون البطالمة.  يقترح أن هذا أدى إلى قيام بطليموس الخامس بتشويه اسم أرقماني على نقوش في فيلة.  «شيد أرقماني مدخل صغير للمعبد بناه بطليموس الرابع في بسلكيس وشيد معبدًا في فيلة ساهم فيه بطليموس بقاعة مدخل.»  هناك أدلة على احتلال البطالمة جنوباً حتى الشلال الثاني ، لكن الاكتشافات الحديثة في قصر إبريم ، مثل «الغياب التام للفخار البطلمي»، ألقت بظلال من الشك على فعالية الاحتلال. أدت صراعات الأسرة الحاكمة إلى هجر البطالمة المنطقة ، لذلك «أعاد الكوشيون تأكيد سيطرتهم ... مع احتلال قصر إبريم» (من قبل الكوشيين) وربما تكون مواقع أخرى محصنة.

#### الفترة الرومانية
وفقًا لويلسبي ، بعد أن تولى الرومان السيطرة على مصر ، تفاوضوا مع الكوشيين في فيلة ورسموا الحدود الجنوبية لمصر الرومانية في أسوان.  ولاية تيودور مومسن وويلسبي أصبحت مملكة كوش مملكة عميلة ، وهو ما كان مشابهًا للوضع تحت الحكم البطلمي لمصر. الطموح الكوشي والضرائب الرومانية المفرطة هما نظريتان للثورة التي تدعمها الجيوش الكوشية.  المؤرخان القدماء ، سترابو وبليني ، يوردان روايات عن الصراع مع مصر الرومانية.
أمير مروي يضرب أعداءه (أوائل القرن الأول الميلادي)
يصف سترابو الحرب مع الرومان في القرن الأول قبل الميلاد. وذكر أن الكوشيين «نهبوا أسوان بجيش قوامه 30 ألف رجل ودمروا تماثيل إمبراطورية ... في فيلة».  تم العثور على «رأس برونزي ناعم للإمبراطور أوغسطس» مدفونًا في مروي أمام أحد المعابد.  بعد الانتصارات الأولية لـ Kandake (أو "Candace") Amanirenas ضد مصر الرومانية ، هُزم الكوشيون وأقيلت نبتة . لم يكن سقوط نبتة ضربة قاصمة للكوشيين ولم يخيف كانديس بما يكفي لمنعها من الانخراط مرة أخرى في القتال مع الجيش الروماني. في عام 22 قبل الميلاد ، تحركت قوة كوشية كبيرة باتجاه الشمال بقصد مهاجمة قصر إبريم.
تم تنبيهه للتقدم ، سار بترونيوس مرة أخرى جنوبًا وتمكن من الوصول إلى قصر إبريم وتعزيز دفاعاته قبل وصول الغزاة الكوشيين. يقول ويلسبي بعد هجوم كوشي على بريميس (قصر إبريم)،  أرسل الكوشيون سفراء للتفاوض على تسوية سلمية مع بترونيوس ، والتي نجحت بشروط مواتية.  زادت التجارة بين البلدين وامتدت الحدود الرومانية المصرية إلى «هيرا سيكامينوس (المحرقه)».  هذا الترتيب «كفل السلام لمعظم الثلاثمائة عام القادمة» و «لا يوجد دليل قاطع على اشتباكات أخرى».

خلال هذا الوقت ، تم تقسيم أجزاء مختلفة من المنطقة إلى مجموعات أصغر مع قادة فرديين (أو جنرالات)، يقود كل منهم جيوش صغيرة من المرتزقة. قاتلوا من أجل السيطرة على ما هو الآن النوبة والأراضي المحيطة بها ، تاركين المنطقة بأكملها ضعيفة وعرضة للهجوم. هُزم مروي في نهاية المطاف من قبل مملكة أكسوم الصاعدة الجديدة إلى الجنوب التي يحكمها الملك عزانا . تم العثور على شاهدة من جعيز لحاكم أكسوم لم يذكر اسمه يعتقد أنه عزانا في موقع مروي. من وصفه باليونانية ، كان «ملك أكسوم والعمريين» (أي أكسوم وحمير). من المحتمل أن هذا الملك قد حكم في وقت ما حوالي عام 330 بعد الميلاد. بينما تفسر بعض السلطات هذه النقوش كدليل على أن الأكسوميين دمروا مملكة مروي ، لاحظ آخرون أن الأدلة الأثرية تشير إلى تدهور اقتصادي وسياسي في مروي حوالي 300.  على ذلك ، يرى البعض أن الشاهدة كمساعدة عسكرية من أكسوم إلى مروي لقمع تمرد وتمرد شعوب النوبة . ومع ذلك ، فإن الدليل القاطع والدليل الذي يصح فيه الرأي غير موجود حالياً. في مرحلة ما خلال القرن الرابع الميلادي ، تم غزو المنطقة من قبل النوبة ، والتي قد يشتق منها اسم النوبة . الاحتمال الآخر هو أنه يأتي من الكلمة المصرية للذهب . منذ ذلك الحين ، أشار الرومان إلى المنطقة باسم نوباتيا .

آثار مملكة كوش
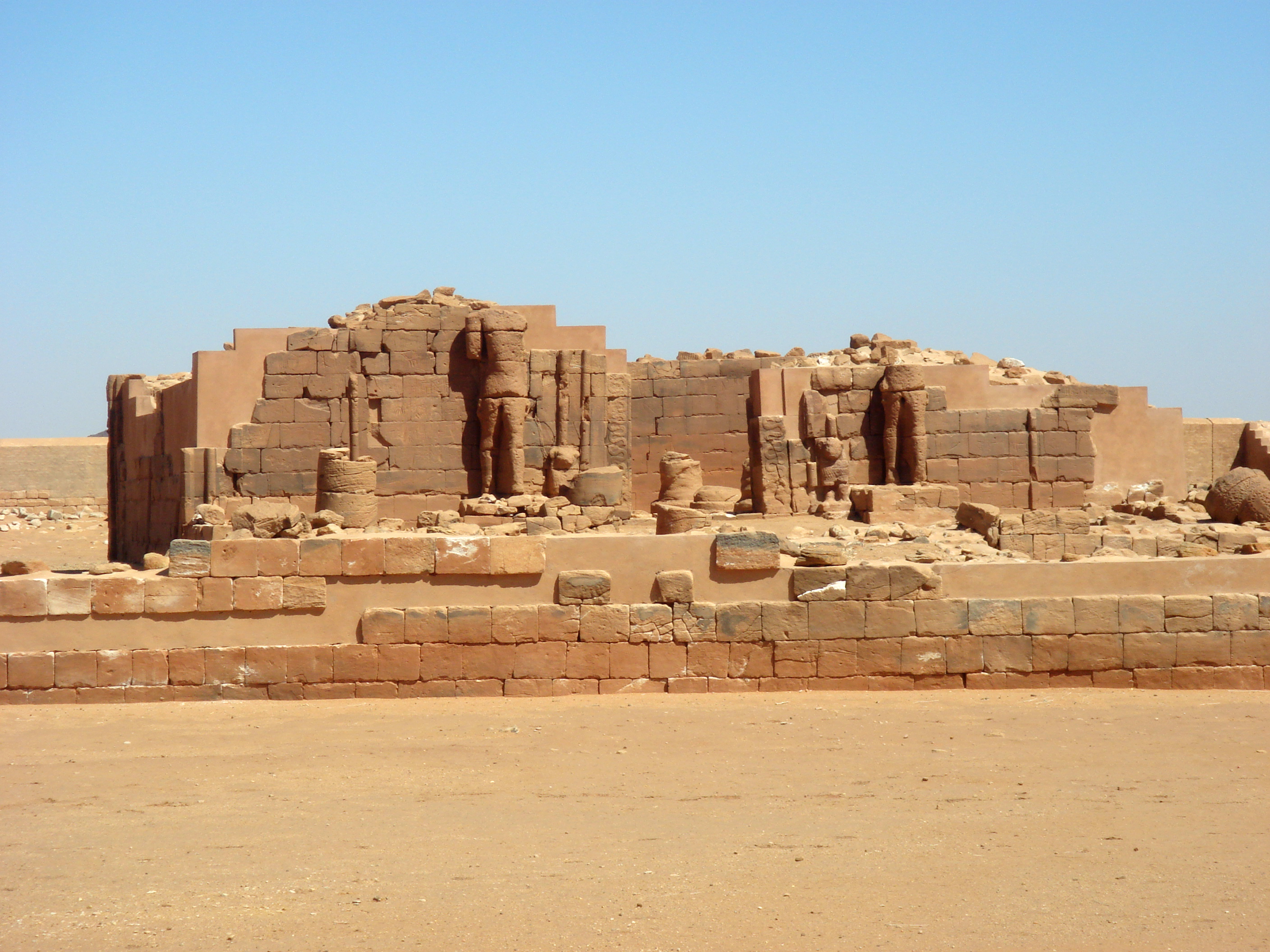
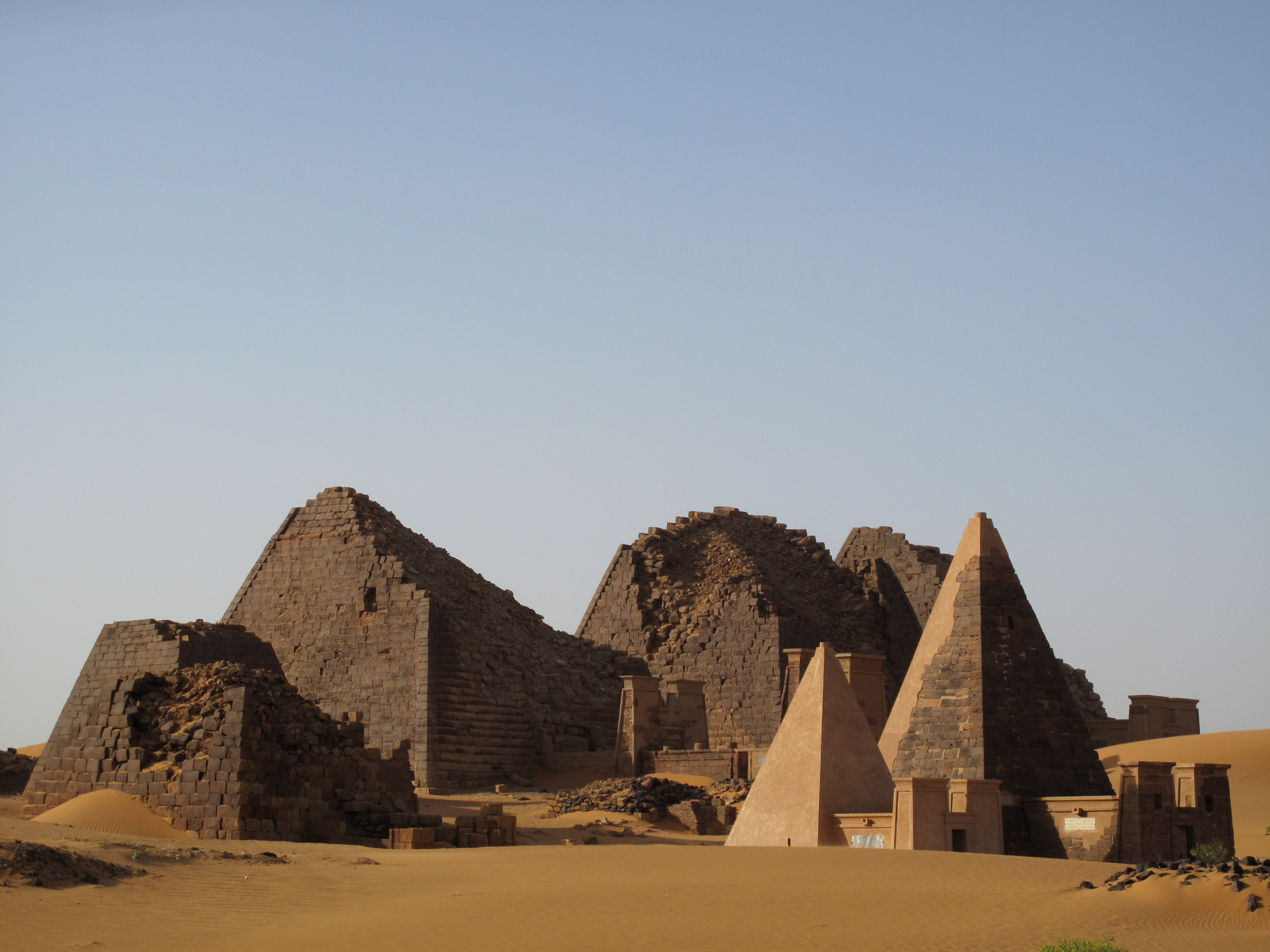
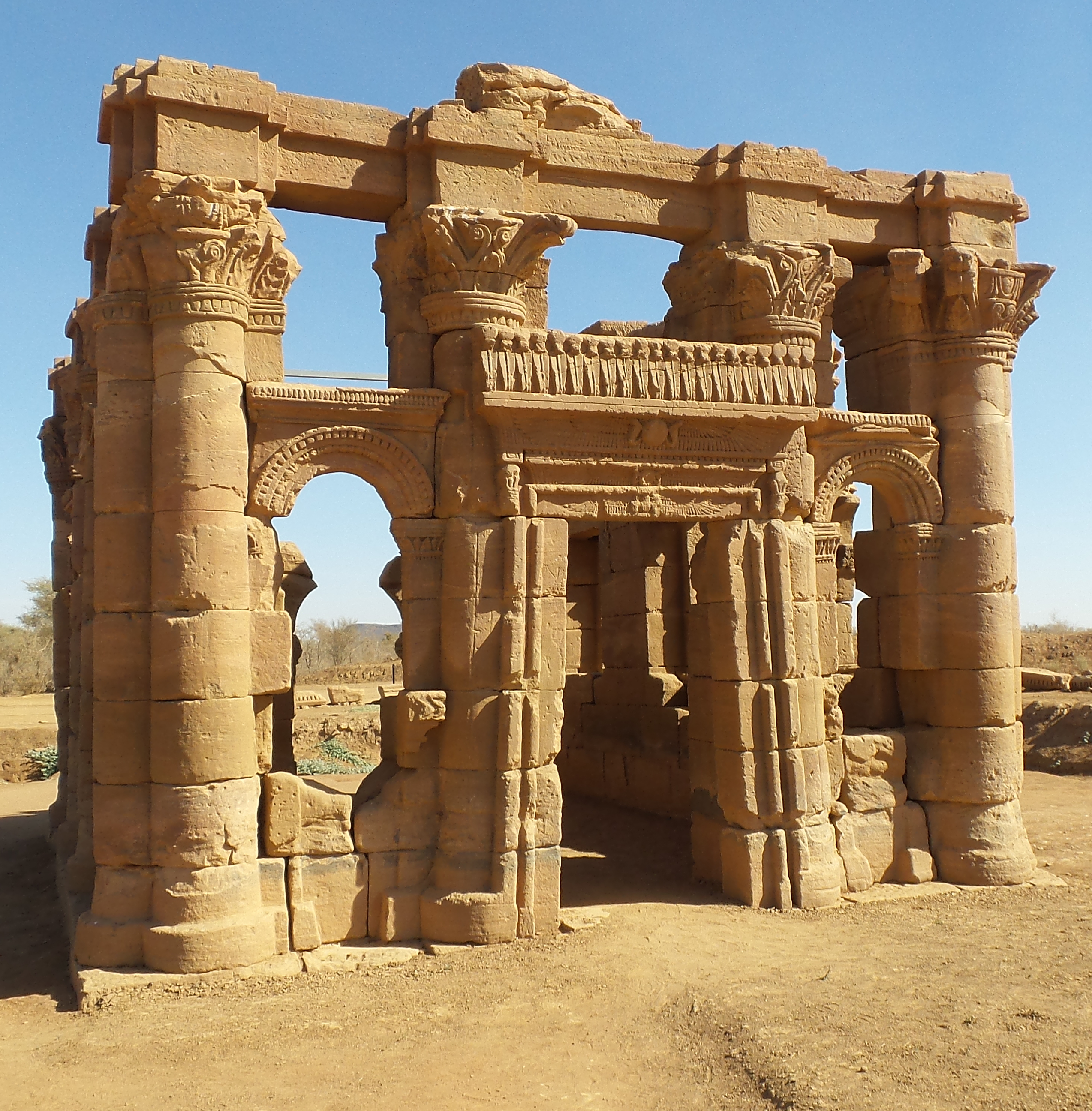
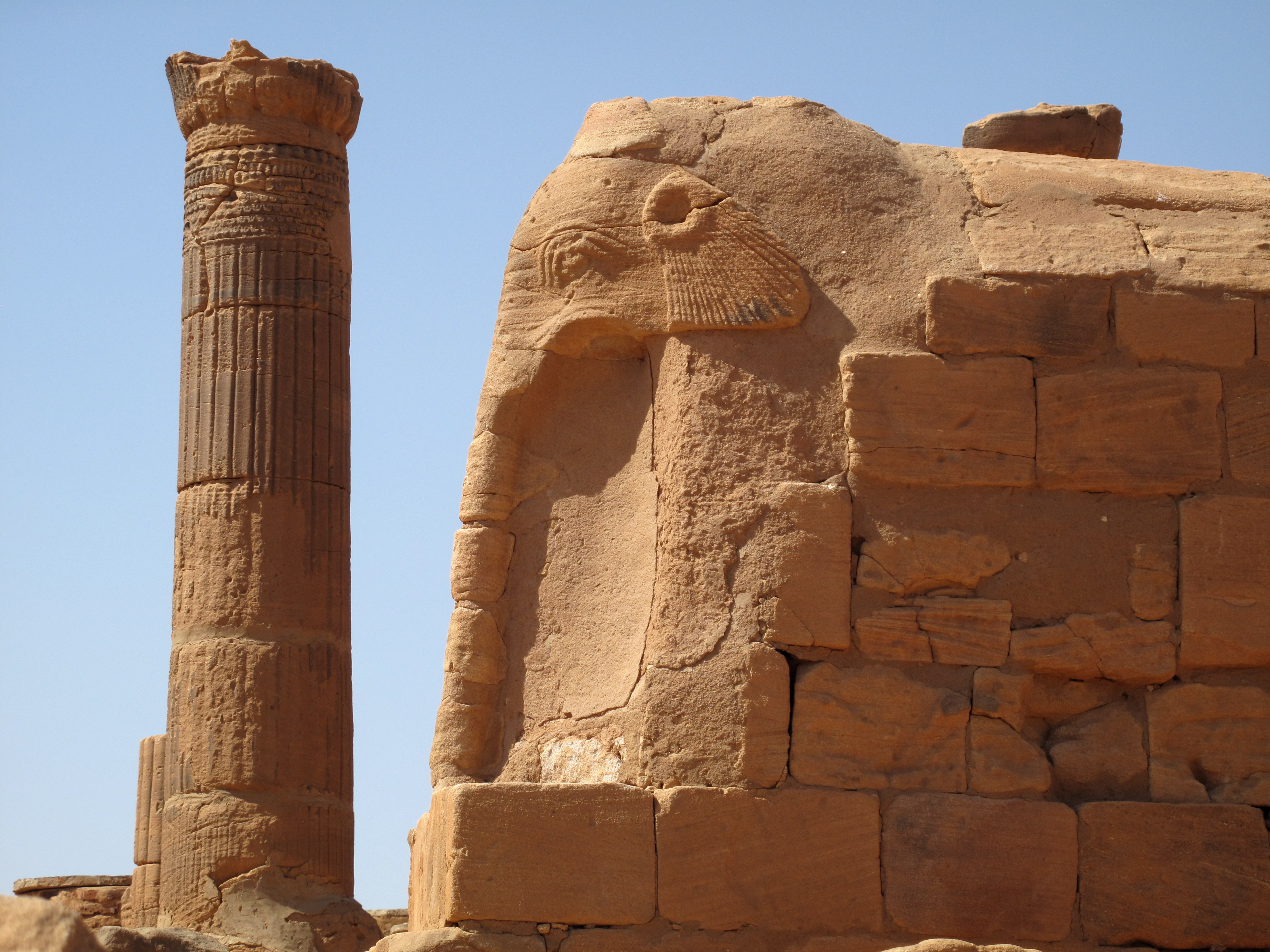
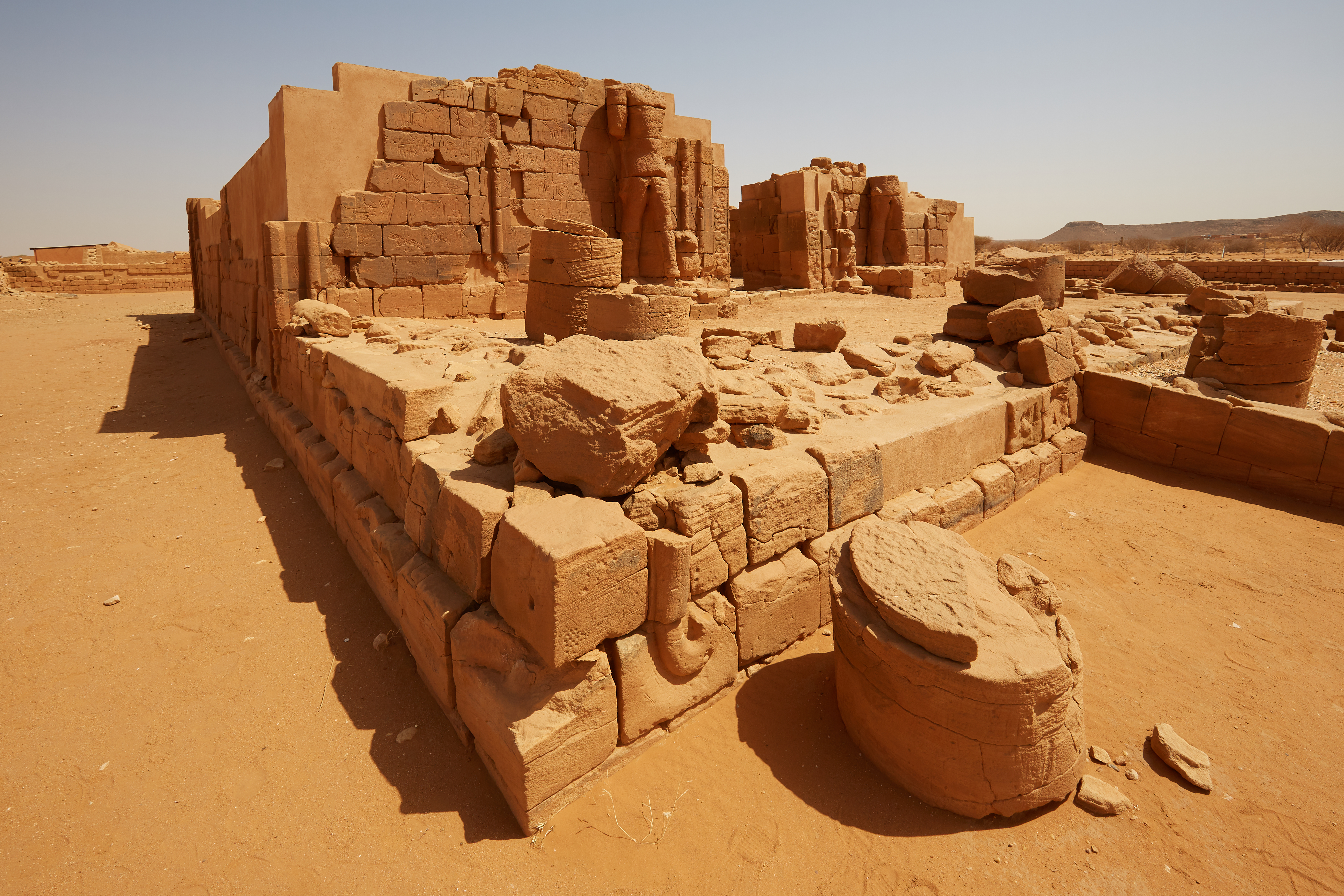
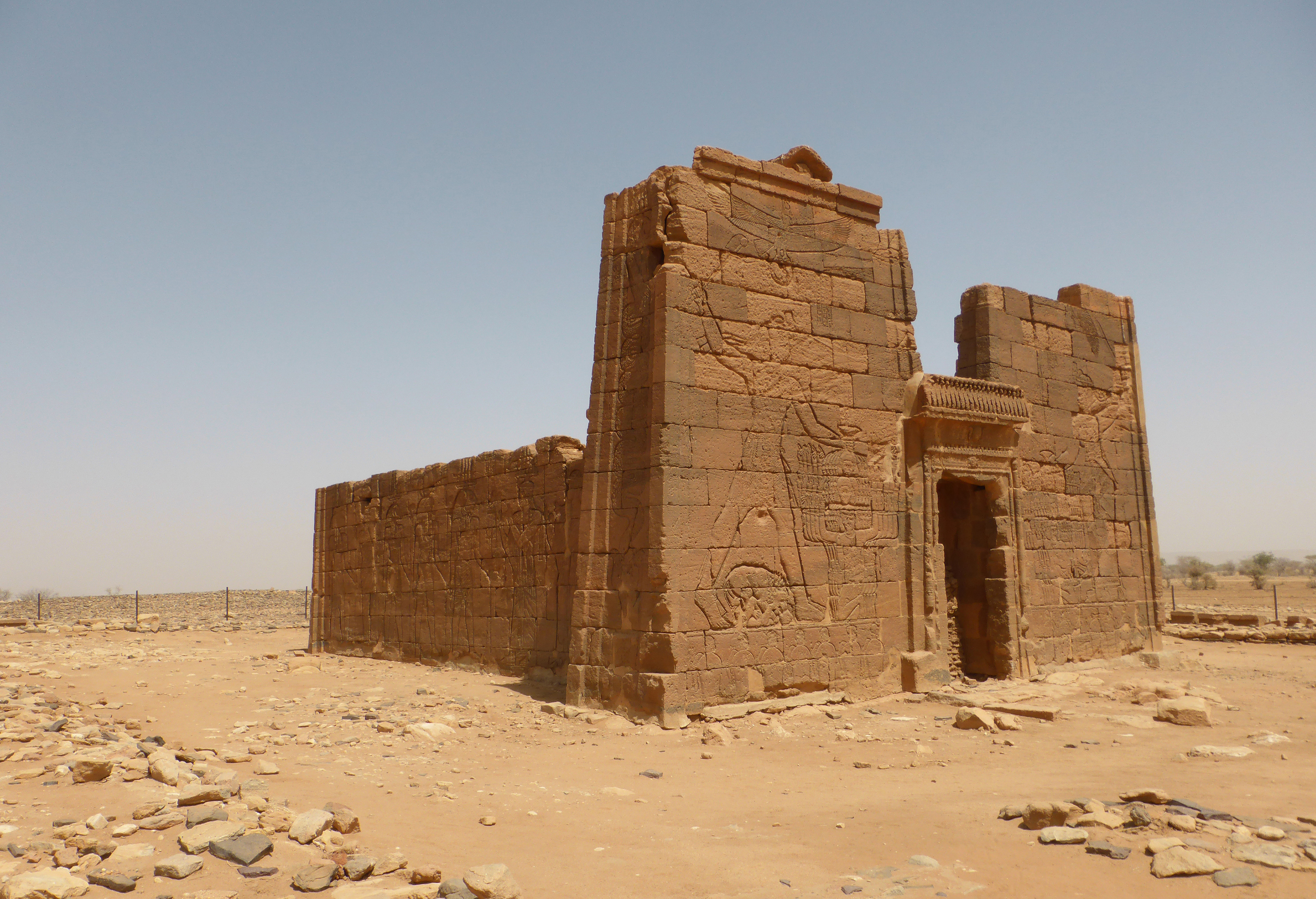

### الممالك المسيحية

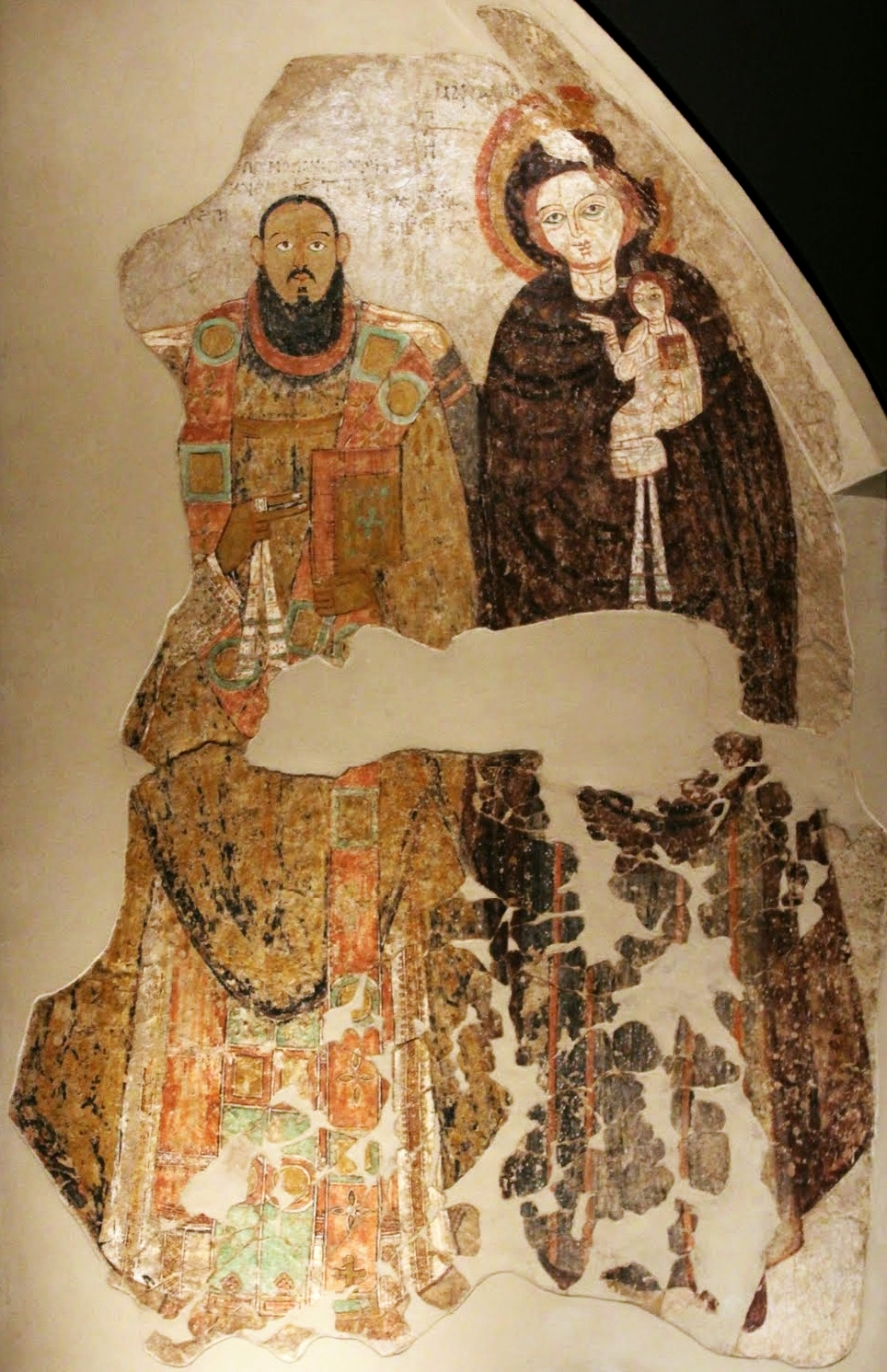
جدارية لأسقف نوبي ومريم العذراء في فرس. (القرن الحادي عشر)

تلت فترة انقضاء الحضارة المروية حقبة غامضة لا يعرف عنها الكثير لقلة المصادر عنها. في القرن الخامس الميلادي وبعد سقوط مروي بيد عيزانا أسس البليميون (جزء من البجا) دولة قصيرة العمر في النوبة تتمركز في الغالب حول كلابشة، ولكن تمت إزاحتهم من قبل الملك النوبي سليكو الذي انتصر عليهم وسجل نصره في نقش في معبد كلابشة وذلك حوالي 500 للميلاد. وبحلول القرن السادس الميلادي أصبحت هناك ثلاث ممالك نوبية في بلاد النوبة هي مملكة نوباتيا في الشمال وعاصمتها فرس، وفي الوسط مملكة المقرة وعاصمتها دنقلا العجوز، وفي الجنوب مملكة علوة وعاصمتها سوبا (بالقرب من الخرطوم). وفي القرن السادس الميلادي تحولت هذه الممالك إلى المسيحية.

#### مملكة نوباتيا
مملكة نوباتيا وتعرف أيضا بمملكة المريس، تقع نوباتيا في النوبة السفلى، شمالاً تحدها مصر الخاضعة للرومان، وجنوبها تقع مملكة المقرة، ويعتقد أن المملكة كانت مستقلة بالفعل قبل السقوط النهائي لمملكة مروي في منتصف القرن الرابع الميلادي. وقد دون ملك نوباتيا الملك سليكو انتصاراته على البليميين وهزيمتهم ودفعهم إلى الصحراء الشرقية. حول هذا الزمن تم تأسيس عاصمة نوباتيا في فرس، وبعد فترة وجيزة تحولت المملكة إلى المسيحية. لاحقا وفي ظروف غامضة تم اندماج مملكة نوباتيا مع جارتها الجنوبية مملكة المقرة، ومن غير المعروف ماذا حدث للأسرة المالكة في نوباتيا بعد ذلك.

#### مملكة المقرة
امتدت مملكة المقرة على طول نهر النيل من الشلال الثالث حتى جنوبي منطقة أبو حمد، وشملت كذلك أجزاء من شمال كردفان، ولاحقا شملت أيضا النوبة السفلى (مملكة نوباتيا). عاصمتها هي مدينة دنقلا، والتي تعرف الآن بدنقلا العجوز. بحلول القرن السادس الميلادي تحولت المملكة إلى المسيحية، وكانت المقرة من الدول القليلة في العالم التي صدت الفتوحات الإسلامية التي قادهتها الخلافة الراشدة وذلك عندما هزموا المسلمين في معركة دنقلا الأولى عام 642، وكررت المقرة هذا الانتصار في معركة دنقلا الثانية عام 652 عندما حاصرت الجيوش الإسلامية مدينة دنقلا بقيادة عبدالله بن سعد بن أبي السرح حتى ضربتها بالمنجنيق، فأظهر الرماة النوبيون مهارتهم في تصويب الأسهم، حتى تم فك الحصار وتوقيع معاهدة البقط بين المسلمين والنوبة، واستمرت هذه المعاهدة نحو ستة قرون.
كانت المرأة في النوبة تتمتع بمكانة عالية، فهن يحصلن على التعليم، ويمكنهن شراء وبيع الأراضي، كما أن نظام الوراثة في العرش كان أموميا، فكان الملك يورث لإبن الأخت، وهو ما مكن العرب من حكم بلاد النوبة فيما بعد.

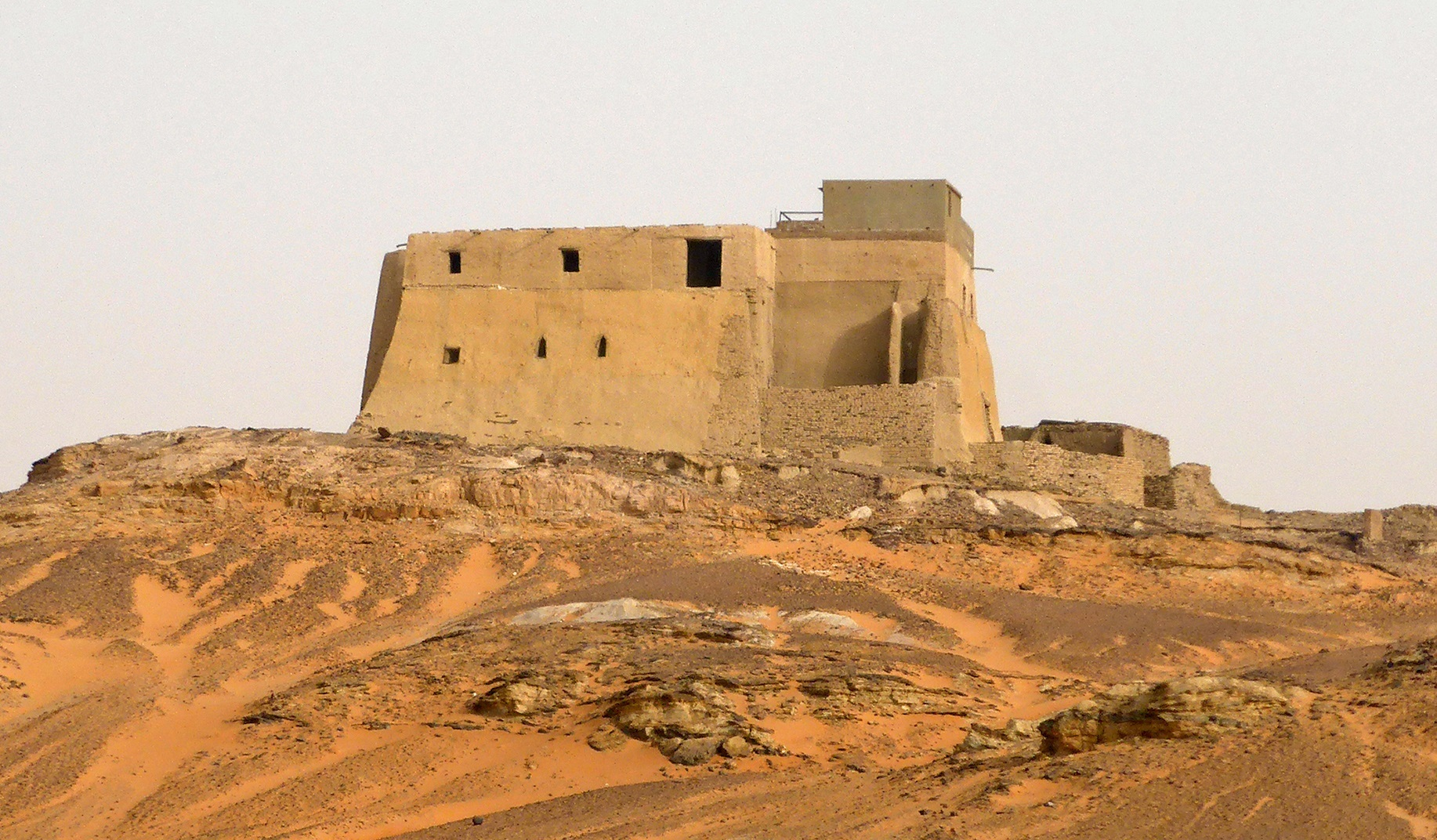
القصر الملكي في مملكة المقرة، دنقلا.

ازدهرت المملكة ازدهارا كبيرا في الفترة من منتصف القرن الثامن إلى منتصف القرن الحادي عشر وعرفت هذه الفترة ب«العصر الذهبي» للمملكة، حيث بلغت قوتها السياسية ذروتها وكذلك تطورها الثقافي، وازدهرت فيها الفنون مثل اللوحات الجدارية والفخار المزخرف وتم بناء العديد من القلاع والكنائس. ومنذ أواخر القرن الحادي عشر والثاني عشر ميلادي بدأت المملكة تضعف تدريجيا، فبدأ المماليك في مصر بالتدخل في شؤون المقرة، وبدأت القبائل العربية بالتدفق نحو بلاد النوبة بأعداد كبيرة وهجرات متفرقة، وبحلول القرن الخامس عشر اجتاحت القبائل العربية البدوية معظم بلاد النوبة، مهاجرين إلى البطانة، الجزيرة، كردفان، دارفور. وعمرت المملكة بالعرب فتزاوج العرب مع النوبيين. وانتشر الإسلام بكثرة بين النوبيين فأصبحوا يدخلون الإسلام.
ولا يعرف التاريخ الدقيق لزوال المملكة ولكن عندما تغلب الفونج في بداية القرن السادس عشر على مملكة علوة في الجنوب وجاءوا إلى أرض المقرة ليضموها لم يجدوا أي سلطة مركزية تحكم الإقليم بكامله، بل وجدوها وحدات قبلية أو إقليمية صغيرة، وهذا من تأثير القبائل العربية.

#### مملكة علوة

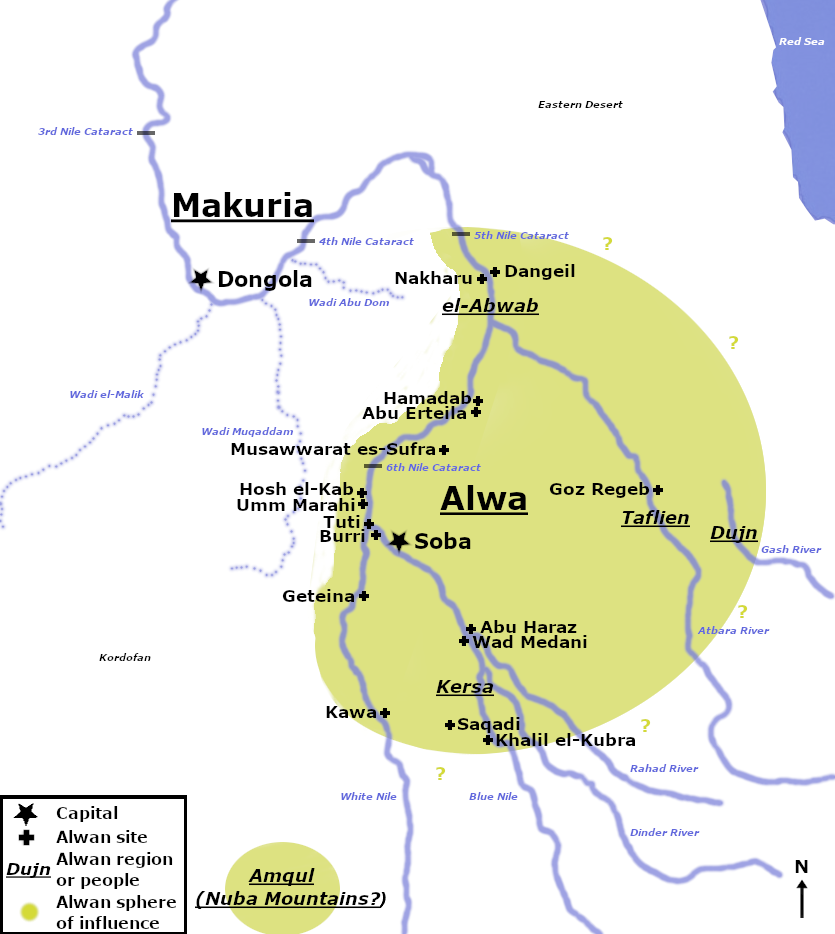
الامتداد التقريبي للمملكة في القرن العاشر الميلادي.

تقع مملكة علوة جنوب مملكة المقرة، وعاصمتها سوبا التي تقع في الضفة الشرقية للنيل الأزرق، بالقرب من مكان التقاء نهري النيل الأزرق والأبيض، وقد شملت المملكة المنطقة الوسطى والجنوبية من بلاد النوبة. وقد ورثت مملكة علوة حضارة مروي المتداعية. تحولت المملكة إلى المسيحية كجاراتها في الشمال بحلول القرن السادس الميلادي. حيث علم ملك علوة بشأن تنصير مملكة نوباتيا، فطلب أن يرسل له أسقفا أسوة بنوباتيا ليتم تنصير شعبه أيضا، فتم تعميد الملك وأسرته والنبلاء في المملكة، وهكذا أصبحت علوة مملكة مسيحية رسميا.
يصف المؤرخون والرحالة العرب مملكة علوة بأنها كانت أكبر وأقوى من جارتها الشمالية، وتم وصف سوبا عاصمة المملكة بأن فيها أبنية حسان، ودور واسعة، وكنائس كثيرة الذهب، وبساتين، كما أن مملكة علوة أقوى جيوشا من المقرة، وكانت المملكة خصبة الأراضي، حتى أن اتساع رقعة علوة وهطول الأمطار فيها وتوفر المراعي والزراعة المطرية جعلها أكثر إمكانيات من المقرة. مما جعلها مجالا حيويا لحشود القبائل العربية المتدفقة من الشمال، فطبيعة أراضي علوة أنسب لهم من رقعة دنقلا. وبحلول القرن الثالث عشر الميلادي بدأت المملكة تضعف، فتكاثر العرب في أقاليم علوة، وتغلبوا عدديا على السكان الأصليين. وفي تلك الفترة بدأ العرب بتكوين إمارات صغيرة ومشيخات، وقد قام شيخ عرب القواسمة عبد الله جماع بتجميع وتوحيد القبائل العربية لمحاربة العنج (شعب علوة)، وتحالف مع الفونج القادمين لغزو المملكة من الجنوب، فسقطت سوبا عاصمة مملكة علوة بيد عمارة دنقس سلطان الفونج عام 1504م.

### الحقبة العربية والإسلامية

#### دخول العرب

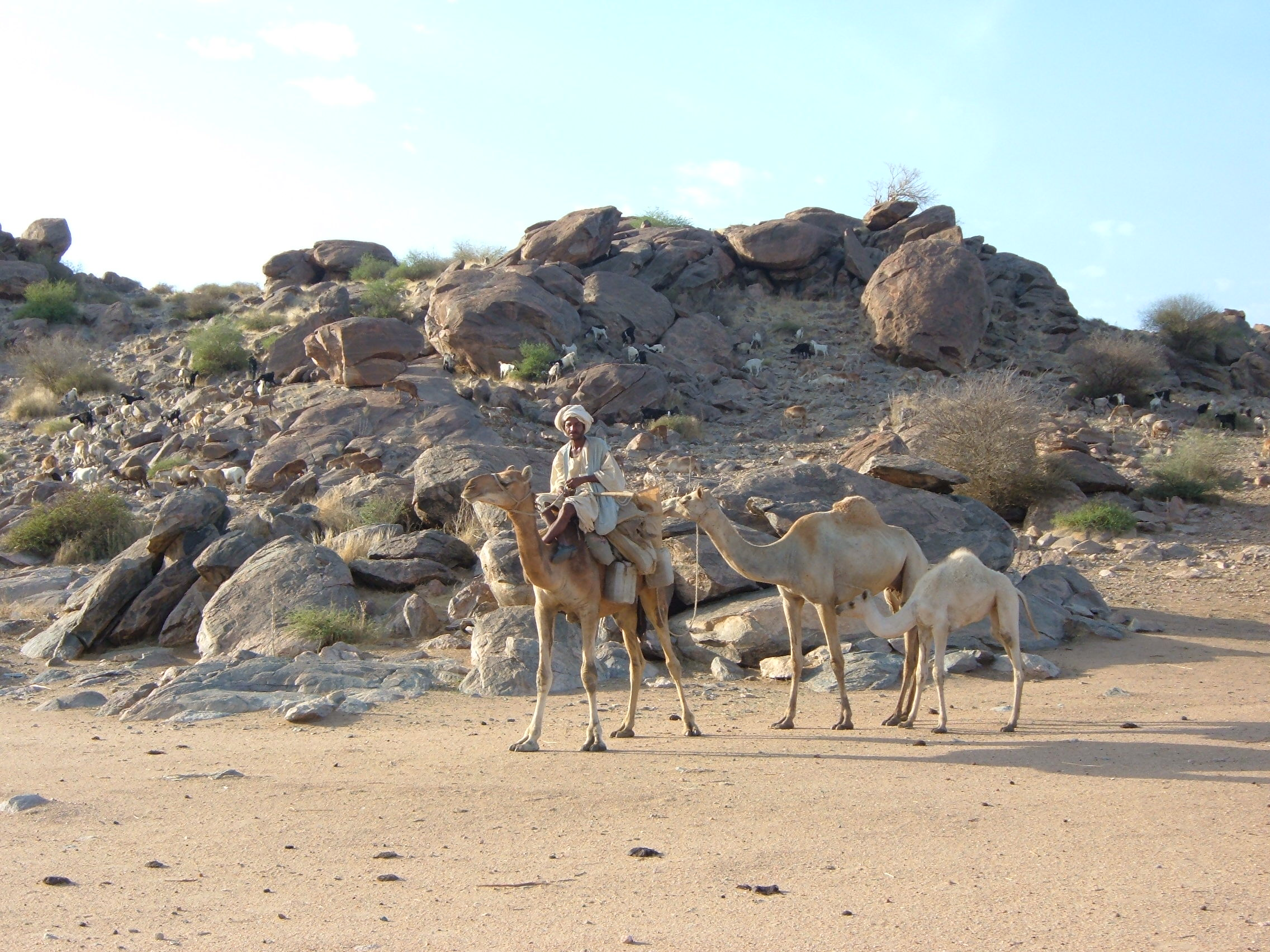
بدوي عربي من شمال السودان.

تتقاطع الحقبة المسيحية مع فترة دخول العرب إلى النوبة، ففي ذلك العهد دخلت الجماعات العربية المهاجرة إلى بلاد النوبة ونشروا الإسلام، وهنالك عدة أسباب لهجرتهم لهجرتهم إلى النوبة، من أهمها سوء أحوال القبائل العربية في مصر، خصوصا في أيام الخليفة العباسي المعتصم بالله، الذي اعتمد في جيوشه على الجنود الأتراك دون العرب، كما أن من الأسباب المهمة خصوبة المراعي في السهول الواقعة على جانبي النيل من الشرق ومن الغرب، إلى جانب فرص الغنى التي أتاحتها منذ فترة مبكرة مناجم الذهب والزمرد في شرق السودان (بلاد النوبة)، وفي منطقة وادي العلاقي بالذات.
كانت ربيعة أكبر القبائل التي سكنت منطقة البجا وتصاهرت معهم، ولم يمض وقت طويل حتى آل إليهم عرش البجا عن طريق الخؤولة، فسيطروا على المنطقة ونشروا الإسلام والعربية بين البجا، ويذكر المسعودي الذي زار مصر حوالي 940م أن عرب ربيعة اختلطوا بالبجة، كما يتحدث أيضا عن جماعات من قبائل قحطان وربيعة وقريش دخلوا إلى النوبة السفلى. قامت ربيعة بتكوين إمارة بني كنز العربية في المنطقة الشمالية من بلاد النوبة. أما جهينة فيقول ابن خلدون عنهم أنهم كاثروا الناس هناك وغلبوا على بلاد النوبة، وفرقوا كلمتهم وأزالوا ملكهم. وتأسس حكم إسلامي بمملكة المقرة في آخر عهدها واختلط العرب بالنوبة، وقبل معظم النوبة الإسلام، وهذا ما حدث أيضا في علوة حيث تغلب العرب عدديا على شعب العنج، واعتنق شعب مملكة علوة الإسلام فيما بعد. وأيضا فيما بعد بسطت قبائل الجعليين العباسية سيطرتها على المنطقة الممتدة من دنقلا إلى السبلوقة.
أصبحت بلاد النوبة عبارة عن إمارات ومشيخات عديدة كل منها مستقل عن الآخر، ولم تكن هناك غير مملكة علوة في الجنوب والتي زاحمها العرب.

#### قيام سلطنة سنار الإسلامية

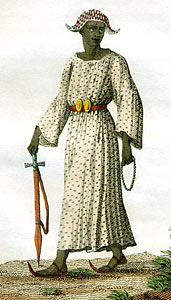
أحد ملوك الفونج.

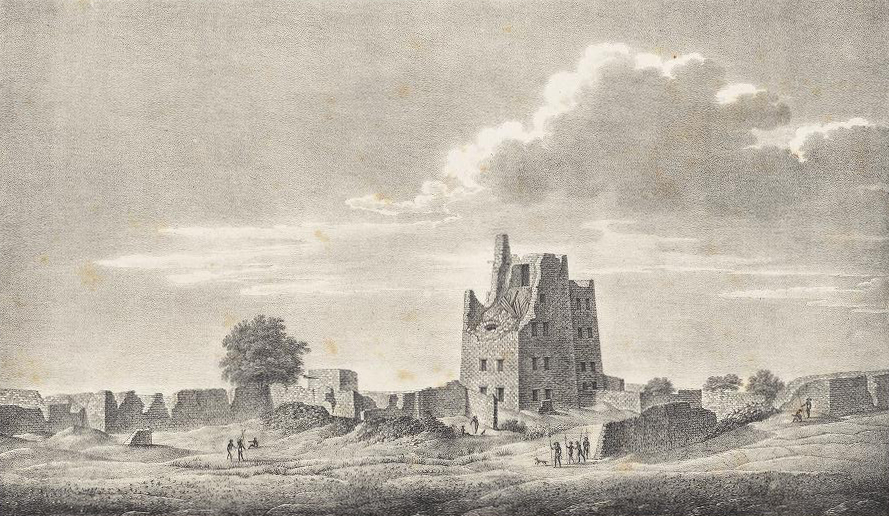
أطلال القصر الملكي بسنار

حوالي أوائل القرن السادس عشر وفي الفترة التي كانت فيها مملكة علوة تلفظ أنفاسها الأخيرة ظهرت مملكة إسلامية قادمة من الجنوب يرأسها الملك عمارة دنقس الذي ينتمي إلى شعب الفونج، زحف الملك عمارة إلى الشمال نحو مملكة علوة، وهناك تحالف مع شيخ عرب القواسمة عبدالله جماع، وهاجما سوبا عاصمة العنج وبذلك انقضت مملكة علوة وتم ضمها لمملكة الفونج، واصل الفونج زحفهم شمالا حتى وصلوا الشلال الثالث، وهناك التحموا مع العثمانيين الذين زحفوا إلى المنطقة من الشمال، فدارت بينهم معركة حنك الشهيرة، ومن نتائجها أنه تم الاتفاق على أن بلد حنك الواقعة عند الشلال الثالث هي الحد الفاصل بين الفونج والعثمانيين، وبذلك امتدت سلطنة الفونج في بلاد النوبة من الشلال الثالث شمالا إلى الهضبة الحبشية جنوبا، ومن سواكن شرقا إلى كردفان غربا. أما المنطقة الواقعة بين أسوان والشلال الثالث فقد ظلت تحت حكم الكشاف الأتراك التابعين للدولة العثمانية.